# Acrotholus
Acrotholus is een geslacht van plantenetende ornithischische dinosauriërs, behorende tot de Pachycephalosauria, dat tijdens het late Krijt leefde in het gebied van het huidige Noord-Amerika. De enige benoemde soort is Acrotholus audeti.

## Vondst en naamgeving
In 2008 werd bij de Milk River in Alberta, Canada, een mijl ten oosten van Writing-On-Stone Provincial Park, aan de voet van een aardpiramide het schedeldak gevonden van een kleine pachycephalosauriër. Naspeuringen in museumcollecties brachten twee eerder, in de jaren vijftig, gevonden gelijkende schedeldaken uit hetzelfde gebied boven water.
In 2013 werd de typesoort Acrotholus audeti benoemd en beschreven door David Evans, Ryan Schott, Derek Larson, Caleb Marshall Brown en Michael Ryan. De geslachtsnaam is afgeleid van het Oudgriekse ἄκρος, akros, "op het hoogste punt", en θόλος, tholos, "puntdak", een verwijzing naar het hoge gewelfde schedeldak. De soortaanduiding eert Roy Audet, de rancher op wiens land de vondst gedaan werd.
Het holotype, TMP 2008.045.0001, is gevonden in een laag van de Deadhorse Coulee Member van de Milk River Formation die dateert uit het Santonien en die ongeveer 83,5 miljoen jaar oud is. Het bestaat uit een schedeldak, een frontoparietale. Ondanks het kleine formaat toonde een CAT-scan dat het bot de dichtheid had van een volwassen dier. Het paratype is ROM 2962, de voorkant van een iets kleiner frontoparietale. Een derde, eveneens iets kleiner schedeldak is aan de soort toegewezen: ROM 02964. De twee andere frontoparietalia zijn ook bij de Milk River gevonden, acht kilometer oostelijker in lagen die enkele honderdduizenden jaren ouder kunnen zijn. Zij maken deel uit van de collectie van het Royal Ontario Museum te Toronto.

## Beschrijving
Acrotholus is een vrij kleine soort. Het schedeldak dat het holotype vormt, is ongeveer dertien centimeter lang. De lichaamslengte is geschat op anderhalve à twee meter, het gewicht op veertig kilogram.
De beschrijvers wisten enkele onderscheidende kenmerken vast te stellen. Twee daarvan zijn autapomorfieën, unieke afgeleide eigenschappen. Het schedeldak is eivormig in bovenaanzicht, waarbij de breedte minder dan twee derden vormt van de lengte. De achterste uitloper van de wandbeenderen heeft een opvallende richel op middenlijn van de bovenkant.
Daarnaast is er een unieke combinatie van op zich niet unieke kenmerken. Er bevinden zich geen groeven tussen de bult nabij het neusbeen en de lob van de supraorbitalia. De supraorbitalia zijn volledig in de schedelkoepel opgenomen. De koepel is symmetrisch in zijaanzicht. Het facet voor het postorbitale reikt hoger dan het achterste supraorbitale maar de facetten van beide zijn bovenaan sterk gewelfd.
Het schedeldak, gevormd door een samengroeiing van de voorhoofdsbeenderen en de wandbeenderen, is ongeveer vijf centimeter dik. Het is vrij gelijkmatig gewelfd op de wijze van Prenocephale, met hoge facetten voor het contact met andere schedelelementen. Het voorste facet voor het contact met het supraorbitale boven de oogkas, is opvallend kort. Het dikke schedeldak werd wellicht gebruikt voor kopstoten tijdens gevechten tussen de mannetjes.

## Fylogenie
Acrotholus werd door de beschrijvers binnen de Pachycephalosauria in de Pachycephalosauridae geplaatst. Het neemt binnen die groep een tamelijk afgeleide positie in, als zustersoort van Prenocephale, samen een aftakking vormend die weer het zustertaxon is van een klade gevormd door Alaskacephale, Pachycephalosaurus en Sphaerotholus. Dat is wat verwonderlijk want Acrotholus is een van de oudste pachycephalosauriërs die bekend is. Eerder werd aangenomen dat vormen met zulke dikke schedeldaken zich pas later ontwikkeld hadden. Dit duidt op lange verborgen ontwikkelingslijnen en is volgens de beschrijvers een teken dat de variabiliteit van kleine dinosauriërsoorten tijdens het Opper-Krijt weleens flink onderschat zou kunnen zijn, gegeven het feit dat zelfs de makkelijk fossiliserende schedeldaken van de pachycephalosauriërs niet werden teruggevonden.
De positie van Acrotholus volgens een exacte kladistische analyse die de beschrijvers uitvoerden, toont het volgende kladogram.
|  | Colepiocephale           |
|  |                          |
|  | Hanssuesia               |
|  |                          |
|  | Stegoceras novomexicanum |
|  |                          |
|  | Stegoceras validum       |
|  |                          |

|  | Acrotholus audeti   |
|  |                     |
|  | Prenocephale prenes |
|  |                     |

|  | Alaskacephale      |
|  |                    |
|  | Pachycephalosaurus |
|  |                    |

|  | Sphaerotholus buchholtzae |
|  |                           |
|  | Sphaerotholus goodwini    |
|  |                           |

|  | Alaskacephale      |
|  |                    |
|  | Pachycephalosaurus |
|  |                    |

|  | Sphaerotholus buchholtzae |
|  |                           |
|  | Sphaerotholus goodwini    |
|  |                           |

|  | Acrotholus audeti   |
|  |                     |
|  | Prenocephale prenes |
|  |                     |

|  | Alaskacephale      |
|  |                    |
|  | Pachycephalosaurus |
|  |                    |

|  | Sphaerotholus buchholtzae |
|  |                           |
|  | Sphaerotholus goodwini    |
|  |                           |

|  | Alaskacephale      |
|  |                    |
|  | Pachycephalosaurus |
|  |                    |

|  | Sphaerotholus buchholtzae |
|  |                           |
|  | Sphaerotholus goodwini    |
|  |                           |

|  | Acrotholus audeti   |
|  |                     |
|  | Prenocephale prenes |
|  |                     |

|  | Alaskacephale      |
|  |                    |
|  | Pachycephalosaurus |
|  |                    |

|  | Sphaerotholus buchholtzae |
|  |                           |
|  | Sphaerotholus goodwini    |
|  |                           |

|  | Alaskacephale      |
|  |                    |
|  | Pachycephalosaurus |
|  |                    |

|  | Sphaerotholus buchholtzae |
|  |                           |
|  | Sphaerotholus goodwini    |
|  |                           |

|  | Acrotholus audeti   |
|  |                     |
|  | Prenocephale prenes |
|  |                     |

|  | Alaskacephale      |
|  |                    |
|  | Pachycephalosaurus |
|  |                    |

|  | Sphaerotholus buchholtzae |
|  |                           |
|  | Sphaerotholus goodwini    |
|  |                           |

|  | Alaskacephale      |
|  |                    |
|  | Pachycephalosaurus |
|  |                    |

|  | Sphaerotholus buchholtzae |
|  |                           |
|  | Sphaerotholus goodwini    |
|  |                           |

|  | Acrotholus audeti   |
|  |                     |
|  | Prenocephale prenes |
|  |                     |

|  | Alaskacephale      |
|  |                    |
|  | Pachycephalosaurus |
|  |                    |

|  | Sphaerotholus buchholtzae |
|  |                           |
|  | Sphaerotholus goodwini    |
|  |                           |

|  | Alaskacephale      |
|  |                    |
|  | Pachycephalosaurus |
|  |                    |

|  | Sphaerotholus buchholtzae |
|  |                           |
|  | Sphaerotholus goodwini    |
|  |                           |

|  | Acrotholus audeti   |
|  |                     |
|  | Prenocephale prenes |
|  |                     |

|  | Alaskacephale      |
|  |                    |
|  | Pachycephalosaurus |
|  |                    |

|  | Sphaerotholus buchholtzae |
|  |                           |
|  | Sphaerotholus goodwini    |
|  |                           |

|  | Alaskacephale      |
|  |                    |
|  | Pachycephalosaurus |
|  |                    |

|  | Sphaerotholus buchholtzae |
|  |                           |
|  | Sphaerotholus goodwini    |
|  |                           |

|  | Acrotholus audeti   |
|  |                     |
|  | Prenocephale prenes |
|  |                     |

|  | Alaskacephale      |
|  |                    |
|  | Pachycephalosaurus |
|  |                    |

|  | Sphaerotholus buchholtzae |
|  |                           |
|  | Sphaerotholus goodwini    |
|  |                           |

|  | Alaskacephale      |
|  |                    |
|  | Pachycephalosaurus |
|  |                    |

|  | Sphaerotholus buchholtzae |
|  |                           |
|  | Sphaerotholus goodwini    |
|  |                           |

|  | Acrotholus audeti   |
|  |                     |
|  | Prenocephale prenes |
|  |                     |

|  | Alaskacephale      |
|  |                    |
|  | Pachycephalosaurus |
|  |                    |

|  | Sphaerotholus buchholtzae |
|  |                           |
|  | Sphaerotholus goodwini    |
|  |                           |

|  | Alaskacephale      |
|  |                    |
|  | Pachycephalosaurus |
|  |                    |

|  | Sphaerotholus buchholtzae |
|  |                           |
|  | Sphaerotholus goodwini    |
|  |                           |

|  | Acrotholus audeti   |
|  |                     |
|  | Prenocephale prenes |
|  |                     |

|  | Alaskacephale      |
|  |                    |
|  | Pachycephalosaurus |
|  |                    |

|  | Sphaerotholus buchholtzae |
|  |                           |
|  | Sphaerotholus goodwini    |
|  |                           |

|  | Alaskacephale      |
|  |                    |
|  | Pachycephalosaurus |
|  |                    |

|  | Sphaerotholus buchholtzae |
|  |                           |
|  | Sphaerotholus goodwini    |
|  |                           |

|  | Acrotholus audeti   |
|  |                     |
|  | Prenocephale prenes |
|  |                     |

|  | Alaskacephale      |
|  |                    |
|  | Pachycephalosaurus |
|  |                    |

|  | Sphaerotholus buchholtzae |
|  |                           |
|  | Sphaerotholus goodwini    |
|  |                           |

|  | Alaskacephale      |
|  |                    |
|  | Pachycephalosaurus |
|  |                    |

|  | Sphaerotholus buchholtzae |
|  |                           |
|  | Sphaerotholus goodwini    |
|  |                           |

|  | Acrotholus audeti   |
|  |                     |
|  | Prenocephale prenes |
|  |                     |

|  | Alaskacephale      |
|  |                    |
|  | Pachycephalosaurus |
|  |                    |

|  | Sphaerotholus buchholtzae |
|  |                           |
|  | Sphaerotholus goodwini    |
|  |                           |

|  | Alaskacephale      |
|  |                    |
|  | Pachycephalosaurus |
|  |                    |

|  | Sphaerotholus buchholtzae |
|  |                           |
|  | Sphaerotholus goodwini    |
|  |                           |

|  | Acrotholus audeti   |
|  |                     |
|  | Prenocephale prenes |
|  |                     |

|  | Alaskacephale      |
|  |                    |
|  | Pachycephalosaurus |
|  |                    |

|  | Sphaerotholus buchholtzae |
|  |                           |
|  | Sphaerotholus goodwini    |
|  |                           |

|  | Alaskacephale      |
|  |                    |
|  | Pachycephalosaurus |
|  |                    |

|  | Sphaerotholus buchholtzae |
|  |                           |
|  | Sphaerotholus goodwini    |
|  |                           |

|  | Acrotholus audeti   |
|  |                     |
|  | Prenocephale prenes |
|  |                     |

|  | Alaskacephale      |
|  |                    |
|  | Pachycephalosaurus |
|  |                    |

|  | Sphaerotholus buchholtzae |
|  |                           |
|  | Sphaerotholus goodwini    |
|  |                           |

|  | Alaskacephale      |
|  |                    |
|  | Pachycephalosaurus |
|  |                    |

|  | Sphaerotholus buchholtzae |
|  |                           |
|  | Sphaerotholus goodwini    |
|  |                           |

|  | Acrotholus audeti   |
|  |                     |
|  | Prenocephale prenes |
|  |                     |

|  | Alaskacephale      |
|  |                    |
|  | Pachycephalosaurus |
|  |                    |

|  | Sphaerotholus buchholtzae |
|  |                           |
|  | Sphaerotholus goodwini    |
|  |                           |

|  | Alaskacephale      |
|  |                    |
|  | Pachycephalosaurus |
|  |                    |

|  | Sphaerotholus buchholtzae |
|  |                           |
|  | Sphaerotholus goodwini    |
|  |                           |

|  | Acrotholus audeti   |
|  |                     |
|  | Prenocephale prenes |
|  |                     |

|  | Alaskacephale      |
|  |                    |
|  | Pachycephalosaurus |
|  |                    |

|  | Sphaerotholus buchholtzae |
|  |                           |
|  | Sphaerotholus goodwini    |
|  |                           |

|  | Alaskacephale      |
|  |                    |
|  | Pachycephalosaurus |
|  |                    |

|  | Sphaerotholus buchholtzae |
|  |                           |
|  | Sphaerotholus goodwini    |
|  |                           |

|  | Acrotholus audeti   |
|  |                     |
|  | Prenocephale prenes |
|  |                     |

|  | Alaskacephale      |
|  |                    |
|  | Pachycephalosaurus |
|  |                    |

|  | Sphaerotholus buchholtzae |
|  |                           |
|  | Sphaerotholus goodwini    |
|  |                           |

|  | Alaskacephale      |
|  |                    |
|  | Pachycephalosaurus |
|  |                    |

|  | Sphaerotholus buchholtzae |
|  |                           |
|  | Sphaerotholus goodwini    |
|  |                           |

|  | Acrotholus audeti   |
|  |                     |
|  | Prenocephale prenes |
|  |                     |

|  | Alaskacephale      |
|  |                    |
|  | Pachycephalosaurus |
|  |                    |

|  | Sphaerotholus buchholtzae |
|  |                           |
|  | Sphaerotholus goodwini    |
|  |                           |

|  | Alaskacephale      |
|  |                    |
|  | Pachycephalosaurus |
|  |                    |

|  | Sphaerotholus buchholtzae |
|  |                           |
|  | Sphaerotholus goodwini    |
|  |                           |

|  | Acrotholus audeti   |
|  |                     |
|  | Prenocephale prenes |
|  |                     |

|  | Alaskacephale      |
|  |                    |
|  | Pachycephalosaurus |
|  |                    |

|  | Sphaerotholus buchholtzae |
|  |                           |
|  | Sphaerotholus goodwini    |
|  |                           |

|  | Alaskacephale      |
|  |                    |
|  | Pachycephalosaurus |
|  |                    |

|  | Sphaerotholus buchholtzae |
|  |                           |
|  | Sphaerotholus goodwini    |
|  |                           |

|  | Acrotholus audeti   |
|  |                     |
|  | Prenocephale prenes |
|  |                     |

|  | Alaskacephale      |
|  |                    |
|  | Pachycephalosaurus |
|  |                    |

|  | Sphaerotholus buchholtzae |
|  |                           |
|  | Sphaerotholus goodwini    |
|  |                           |

|  | Alaskacephale      |
|  |                    |
|  | Pachycephalosaurus |
|  |                    |

|  | Sphaerotholus buchholtzae |
|  |                           |
|  | Sphaerotholus goodwini    |
|  |                           |

|  | Acrotholus audeti   |
|  |                     |
|  | Prenocephale prenes |
|  |                     |

|  | Alaskacephale      |
|  |                    |
|  | Pachycephalosaurus |
|  |                    |

|  | Sphaerotholus buchholtzae |
|  |                           |
|  | Sphaerotholus goodwini    |
|  |                           |

|  | Alaskacephale      |
|  |                    |
|  | Pachycephalosaurus |
|  |                    |

|  | Sphaerotholus buchholtzae |
|  |                           |
|  | Sphaerotholus goodwini    |
|  |                           |

|  | Acrotholus audeti   |
|  |                     |
|  | Prenocephale prenes |
|  |                     |

|  | Alaskacephale      |
|  |                    |
|  | Pachycephalosaurus |
|  |                    |

|  | Sphaerotholus buchholtzae |
|  |                           |
|  | Sphaerotholus goodwini    |
|  |                           |

|  | Alaskacephale      |
|  |                    |
|  | Pachycephalosaurus |
|  |                    |

|  | Sphaerotholus buchholtzae |
|  |                           |
|  | Sphaerotholus goodwini    |
|  |                           |

|  | Acrotholus audeti   |
|  |                     |
|  | Prenocephale prenes |
|  |                     |

|  | Alaskacephale      |
|  |                    |
|  | Pachycephalosaurus |
|  |                    |

|  | Sphaerotholus buchholtzae |
|  |                           |
|  | Sphaerotholus goodwini    |
|  |                           |

|  | Alaskacephale      |
|  |                    |
|  | Pachycephalosaurus |
|  |                    |

|  | Sphaerotholus buchholtzae |
|  |                           |
|  | Sphaerotholus goodwini    |
|  |                           |

|  | Acrotholus audeti   |
|  |                     |
|  | Prenocephale prenes |
|  |                     |

|  | Alaskacephale      |
|  |                    |
|  | Pachycephalosaurus |
|  |                    |

|  | Sphaerotholus buchholtzae |
|  |                           |
|  | Sphaerotholus goodwini    |
|  |                           |

|  | Alaskacephale      |
|  |                    |
|  | Pachycephalosaurus |
|  |                    |

|  | Sphaerotholus buchholtzae |
|  |                           |
|  | Sphaerotholus goodwini    |
|  |                           |

|  | Acrotholus audeti   |
|  |                     |
|  | Prenocephale prenes |
|  |                     |

|  | Alaskacephale      |
|  |                    |
|  | Pachycephalosaurus |
|  |                    |

|  | Sphaerotholus buchholtzae |
|  |                           |
|  | Sphaerotholus goodwini    |
|  |                           |

|  | Alaskacephale      |
|  |                    |
|  | Pachycephalosaurus |
|  |                    |

|  | Sphaerotholus buchholtzae |
|  |                           |
|  | Sphaerotholus goodwini    |
|  |                           |

|  | Acrotholus audeti   |
|  |                     |
|  | Prenocephale prenes |
|  |                     |

|  | Alaskacephale      |
|  |                    |
|  | Pachycephalosaurus |
|  |                    |

|  | Sphaerotholus buchholtzae |
|  |                           |
|  | Sphaerotholus goodwini    |
|  |                           |

|  | Alaskacephale      |
|  |                    |
|  | Pachycephalosaurus |
|  |                    |

|  | Sphaerotholus buchholtzae |
|  |                           |
|  | Sphaerotholus goodwini    |
|  |                           |

|  | Acrotholus audeti   |
|  |                     |
|  | Prenocephale prenes |
|  |                     |

|  | Alaskacephale      |
|  |                    |
|  | Pachycephalosaurus |
|  |                    |

|  | Sphaerotholus buchholtzae |
|  |                           |
|  | Sphaerotholus goodwini    |
|  |                           |

|  | Alaskacephale      |
|  |                    |
|  | Pachycephalosaurus |
|  |                    |

|  | Sphaerotholus buchholtzae |
|  |                           |
|  | Sphaerotholus goodwini    |
|  |                           |

|  | Acrotholus audeti   |
|  |                     |
|  | Prenocephale prenes |
|  |                     |

|  | Alaskacephale      |
|  |                    |
|  | Pachycephalosaurus |
|  |                    |

|  | Sphaerotholus buchholtzae |
|  |                           |
|  | Sphaerotholus goodwini    |
|  |                           |

|  | Alaskacephale      |
|  |                    |
|  | Pachycephalosaurus |
|  |                    |

|  | Sphaerotholus buchholtzae |
|  |                           |
|  | Sphaerotholus goodwini    |
|  |                           |

|  | Acrotholus audeti   |
|  |                     |
|  | Prenocephale prenes |
|  |                     |

|  | Alaskacephale      |
|  |                    |
|  | Pachycephalosaurus |
|  |                    |

|  | Sphaerotholus buchholtzae |
|  |                           |
|  | Sphaerotholus goodwini    |
|  |                           |

|  | Alaskacephale      |
|  |                    |
|  | Pachycephalosaurus |
|  |                    |

|  | Sphaerotholus buchholtzae |
|  |                           |
|  | Sphaerotholus goodwini    |
|  |                           |

|  | Acrotholus audeti   |
|  |                     |
|  | Prenocephale prenes |
|  |                     |

|  | Alaskacephale      |
|  |                    |
|  | Pachycephalosaurus |
|  |                    |

|  | Sphaerotholus buchholtzae |
|  |                           |
|  | Sphaerotholus goodwini    |
|  |                           |

|  | Alaskacephale      |
|  |                    |
|  | Pachycephalosaurus |
|  |                    |

|  | Sphaerotholus buchholtzae |
|  |                           |
|  | Sphaerotholus goodwini    |
|  |                           |

|  | Acrotholus audeti   |
|  |                     |
|  | Prenocephale prenes |
|  |                     |

|  | Alaskacephale      |
|  |                    |
|  | Pachycephalosaurus |
|  |                    |

|  | Sphaerotholus buchholtzae |
|  |                           |
|  | Sphaerotholus goodwini    |
|  |                           |

|  | Alaskacephale      |
|  |                    |
|  | Pachycephalosaurus |
|  |                    |

|  | Sphaerotholus buchholtzae |
|  |                           |
|  | Sphaerotholus goodwini    |
|  |                           |

|  | Acrotholus audeti   |
|  |                     |
|  | Prenocephale prenes |
|  |                     |

|  | Alaskacephale      |
|  |                    |
|  | Pachycephalosaurus |
|  |                    |

|  | Sphaerotholus buchholtzae |
|  |                           |
|  | Sphaerotholus goodwini    |
|  |                           |

|  | Alaskacephale      |
|  |                    |
|  | Pachycephalosaurus |
|  |                    |

|  | Sphaerotholus buchholtzae |
|  |                           |
|  | Sphaerotholus goodwini    |
|  |                           |

|  | Acrotholus audeti   |
|  |                     |
|  | Prenocephale prenes |
|  |                     |

|  | Alaskacephale      |
|  |                    |
|  | Pachycephalosaurus |
|  |                    |

|  | Sphaerotholus buchholtzae |
|  |                           |
|  | Sphaerotholus goodwini    |
|  |                           |

|  | Alaskacephale      |
|  |                    |
|  | Pachycephalosaurus |
|  |                    |

|  | Sphaerotholus buchholtzae |
|  |                           |
|  | Sphaerotholus goodwini    |
|  |                           |

|  | Acrotholus audeti   |
|  |                     |
|  | Prenocephale prenes |
|  |                     |

|  | Alaskacephale      |
|  |                    |
|  | Pachycephalosaurus |
|  |                    |

|  | Sphaerotholus buchholtzae |
|  |                           |
|  | Sphaerotholus goodwini    |
|  |                           |

|  | Alaskacephale      |
|  |                    |
|  | Pachycephalosaurus |
|  |                    |

|  | Sphaerotholus buchholtzae |
|  |                           |
|  | Sphaerotholus goodwini    |
|  |                           |

|  | Acrotholus audeti   |
|  |                     |
|  | Prenocephale prenes |
|  |                     |

|  | Alaskacephale      |
|  |                    |
|  | Pachycephalosaurus |
|  |                    |

|  | Sphaerotholus buchholtzae |
|  |                           |
|  | Sphaerotholus goodwini    |
|  |                           |

|  | Alaskacephale      |
|  |                    |
|  | Pachycephalosaurus |
|  |                    |

|  | Sphaerotholus buchholtzae |
|  |                           |
|  | Sphaerotholus goodwini    |
|  |                           |

|  | Acrotholus audeti   |
|  |                     |
|  | Prenocephale prenes |
|  |                     |

|  | Alaskacephale      |
|  |                    |
|  | Pachycephalosaurus |
|  |                    |

|  | Sphaerotholus buchholtzae |
|  |                           |
|  | Sphaerotholus goodwini    |
|  |                           |

|  | Alaskacephale      |
|  |                    |
|  | Pachycephalosaurus |
|  |                    |

|  | Sphaerotholus buchholtzae |
|  |                           |
|  | Sphaerotholus goodwini    |
|  |                           |

|  | Acrotholus audeti   |
|  |                     |
|  | Prenocephale prenes |
|  |                     |

|  | Alaskacephale      |
|  |                    |
|  | Pachycephalosaurus |
|  |                    |

|  | Sphaerotholus buchholtzae |
|  |                           |
|  | Sphaerotholus goodwini    |
|  |                           |

|  | Alaskacephale      |
|  |                    |
|  | Pachycephalosaurus |
|  |                    |

|  | Sphaerotholus buchholtzae |
|  |                           |
|  | Sphaerotholus goodwini    |
|  |                           |

|  | Acrotholus audeti   |
|  |                     |
|  | Prenocephale prenes |
|  |                     |

|  | Alaskacephale      |
|  |                    |
|  | Pachycephalosaurus |
|  |                    |

|  | Sphaerotholus buchholtzae |
|  |                           |
|  | Sphaerotholus goodwini    |
|  |                           |

|  | Alaskacephale      |
|  |                    |
|  | Pachycephalosaurus |
|  |                    |

|  | Sphaerotholus buchholtzae |
|  |                           |
|  | Sphaerotholus goodwini    |
|  |                           |

|  | Acrotholus audeti   |
|  |                     |
|  | Prenocephale prenes |
|  |                     |

|  | Alaskacephale      |
|  |                    |
|  | Pachycephalosaurus |
|  |                    |

|  | Sphaerotholus buchholtzae |
|  |                           |
|  | Sphaerotholus goodwini    |
|  |                           |

|  | Alaskacephale      |
|  |                    |
|  | Pachycephalosaurus |
|  |                    |

|  | Sphaerotholus buchholtzae |
|  |                           |
|  | Sphaerotholus goodwini    |
|  |                           |

|  | Acrotholus audeti   |
|  |                     |
|  | Prenocephale prenes |
|  |                     |

|  | Alaskacephale      |
|  |                    |
|  | Pachycephalosaurus |
|  |                    |

|  | Sphaerotholus buchholtzae |
|  |                           |
|  | Sphaerotholus goodwini    |
|  |                           |

|  | Alaskacephale      |
|  |                    |
|  | Pachycephalosaurus |
|  |                    |

|  | Sphaerotholus buchholtzae |
|  |                           |
|  | Sphaerotholus goodwini    |
|  |                           |

|  | Acrotholus audeti   |
|  |                     |
|  | Prenocephale prenes |
|  |                     |

|  | Alaskacephale      |
|  |                    |
|  | Pachycephalosaurus |
|  |                    |

|  | Sphaerotholus buchholtzae |
|  |                           |
|  | Sphaerotholus goodwini    |
|  |                           |

|  | Alaskacephale      |
|  |                    |
|  | Pachycephalosaurus |
|  |                    |

|  | Sphaerotholus buchholtzae |
|  |                           |
|  | Sphaerotholus goodwini    |
|  |                           |

|  | Acrotholus audeti   |
|  |                     |
|  | Prenocephale prenes |
|  |                     |

|  | Alaskacephale      |
|  |                    |
|  | Pachycephalosaurus |
|  |                    |

|  | Sphaerotholus buchholtzae |
|  |                           |
|  | Sphaerotholus goodwini    |
|  |                           |

|  | Alaskacephale      |
|  |                    |
|  | Pachycephalosaurus |
|  |                    |

|  | Sphaerotholus buchholtzae |
|  |                           |
|  | Sphaerotholus goodwini    |
|  |                           |

|  | Acrotholus audeti   |
|  |                     |
|  | Prenocephale prenes |
|  |                     |

|  | Alaskacephale      |
|  |                    |
|  | Pachycephalosaurus |
|  |                    |

|  | Sphaerotholus buchholtzae |
|  |                           |
|  | Sphaerotholus goodwini    |
|  |                           |

|  | Alaskacephale      |
|  |                    |
|  | Pachycephalosaurus |
|  |                    |

|  | Sphaerotholus buchholtzae |
|  |                           |
|  | Sphaerotholus goodwini    |
|  |                           |

|  | Acrotholus audeti   |
|  |                     |
|  | Prenocephale prenes |
|  |                     |

|  | Alaskacephale      |
|  |                    |
|  | Pachycephalosaurus |
|  |                    |

|  | Sphaerotholus buchholtzae |
|  |                           |
|  | Sphaerotholus goodwini    |
|  |                           |

|  | Alaskacephale      |
|  |                    |
|  | Pachycephalosaurus |
|  |                    |

|  | Sphaerotholus buchholtzae |
|  |                           |
|  | Sphaerotholus goodwini    |
|  |                           |

|  | Acrotholus audeti   |
|  |                     |
|  | Prenocephale prenes |
|  |                     |

|  | Alaskacephale      |
|  |                    |
|  | Pachycephalosaurus |
|  |                    |

|  | Sphaerotholus buchholtzae |
|  |                           |
|  | Sphaerotholus goodwini    |
|  |                           |

|  | Alaskacephale      |
|  |                    |
|  | Pachycephalosaurus |
|  |                    |

|  | Sphaerotholus buchholtzae |
|  |                           |
|  | Sphaerotholus goodwini    |
|  |                           |

|  | Acrotholus audeti   |
|  |                     |
|  | Prenocephale prenes |
|  |                     |

|  | Alaskacephale      |
|  |                    |
|  | Pachycephalosaurus |
|  |                    |

|  | Sphaerotholus buchholtzae |
|  |                           |
|  | Sphaerotholus goodwini    |
|  |                           |

|  | Alaskacephale      |
|  |                    |
|  | Pachycephalosaurus |
|  |                    |

|  | Sphaerotholus buchholtzae |
|  |                           |
|  | Sphaerotholus goodwini    |
|  |                           |

|  | Acrotholus audeti   |
|  |                     |
|  | Prenocephale prenes |
|  |                     |

|  | Alaskacephale      |
|  |                    |
|  | Pachycephalosaurus |
|  |                    |

|  | Sphaerotholus buchholtzae |
|  |                           |
|  | Sphaerotholus goodwini    |
|  |                           |

|  | Alaskacephale      |
|  |                    |
|  | Pachycephalosaurus |
|  |                    |

|  | Sphaerotholus buchholtzae |
|  |                           |
|  | Sphaerotholus goodwini    |
|  |                           |

|  | Acrotholus audeti   |
|  |                     |
|  | Prenocephale prenes |
|  |                     |

|  | Alaskacephale      |
|  |                    |
|  | Pachycephalosaurus |
|  |                    |

|  | Sphaerotholus buchholtzae |
|  |                           |
|  | Sphaerotholus goodwini    |
|  |                           |

|  | Alaskacephale      |
|  |                    |
|  | Pachycephalosaurus |
|  |                    |

|  | Sphaerotholus buchholtzae |
|  |                           |
|  | Sphaerotholus goodwini    |
|  |                           |

|  | Acrotholus audeti   |
|  |                     |
|  | Prenocephale prenes |
|  |                     |

|  | Alaskacephale      |
|  |                    |
|  | Pachycephalosaurus |
|  |                    |

|  | Sphaerotholus buchholtzae |
|  |                           |
|  | Sphaerotholus goodwini    |
|  |                           |

|  | Alaskacephale      |
|  |                    |
|  | Pachycephalosaurus |
|  |                    |

|  | Sphaerotholus buchholtzae |
|  |                           |
|  | Sphaerotholus goodwini    |
|  |                           |

|  | Acrotholus audeti   |
|  |                     |
|  | Prenocephale prenes |
|  |                     |

|  | Alaskacephale      |
|  |                    |
|  | Pachycephalosaurus |
|  |                    |

|  | Sphaerotholus buchholtzae |
|  |                           |
|  | Sphaerotholus goodwini    |
|  |                           |

|  | Alaskacephale      |
|  |                    |
|  | Pachycephalosaurus |
|  |                    |

|  | Sphaerotholus buchholtzae |
|  |                           |
|  | Sphaerotholus goodwini    |
|  |                           |

|  | Acrotholus audeti   |
|  |                     |
|  | Prenocephale prenes |
|  |                     |

|  | Alaskacephale      |
|  |                    |
|  | Pachycephalosaurus |
|  |                    |

|  | Sphaerotholus buchholtzae |
|  |                           |
|  | Sphaerotholus goodwini    |
|  |                           |

|  | Alaskacephale      |
|  |                    |
|  | Pachycephalosaurus |
|  |                    |

|  | Sphaerotholus buchholtzae |
|  |                           |
|  | Sphaerotholus goodwini    |
|  |                           |

|  | Acrotholus audeti   |
|  |                     |
|  | Prenocephale prenes |
|  |                     |

|  | Alaskacephale      |
|  |                    |
|  | Pachycephalosaurus |
|  |                    |

|  | Sphaerotholus buchholtzae |
|  |                           |
|  | Sphaerotholus goodwini    |
|  |                           |

|  | Alaskacephale      |
|  |                    |
|  | Pachycephalosaurus |
|  |                    |

|  | Sphaerotholus buchholtzae |
|  |                           |
|  | Sphaerotholus goodwini    |
|  |                           |

|  | Acrotholus audeti   |
|  |                     |
|  | Prenocephale prenes |
|  |                     |

|  | Alaskacephale      |
|  |                    |
|  | Pachycephalosaurus |
|  |                    |

|  | Sphaerotholus buchholtzae |
|  |                           |
|  | Sphaerotholus goodwini    |
|  |                           |

|  | Alaskacephale      |
|  |                    |
|  | Pachycephalosaurus |
|  |                    |

|  | Sphaerotholus buchholtzae |
|  |                           |
|  | Sphaerotholus goodwini    |
|  |                           |

|  | Acrotholus audeti   |
|  |                     |
|  | Prenocephale prenes |
|  |                     |

|  | Alaskacephale      |
|  |                    |
|  | Pachycephalosaurus |
|  |                    |

|  | Sphaerotholus buchholtzae |
|  |                           |
|  | Sphaerotholus goodwini    |
|  |                           |

|  | Alaskacephale      |
|  |                    |
|  | Pachycephalosaurus |
|  |                    |

|  | Sphaerotholus buchholtzae |
|  |                           |
|  | Sphaerotholus goodwini    |
|  |                           |

|  | Acrotholus audeti   |
|  |                     |
|  | Prenocephale prenes |
|  |                     |

|  | Alaskacephale      |
|  |                    |
|  | Pachycephalosaurus |
|  |                    |

|  | Sphaerotholus buchholtzae |
|  |                           |
|  | Sphaerotholus goodwini    |
|  |                           |

|  | Alaskacephale      |
|  |                    |
|  | Pachycephalosaurus |
|  |                    |

|  | Sphaerotholus buchholtzae |
|  |                           |
|  | Sphaerotholus goodwini    |
|  |                           |

|  | Acrotholus audeti   |
|  |                     |
|  | Prenocephale prenes |
|  |                     |

|  | Alaskacephale      |
|  |                    |
|  | Pachycephalosaurus |
|  |                    |

|  | Sphaerotholus buchholtzae |
|  |                           |
|  | Sphaerotholus goodwini    |
|  |                           |

|  | Alaskacephale      |
|  |                    |
|  | Pachycephalosaurus |
|  |                    |

|  | Sphaerotholus buchholtzae |
|  |                           |
|  | Sphaerotholus goodwini    |
|  |                           |

|  | Acrotholus audeti   |
|  |                     |
|  | Prenocephale prenes |
|  |                     |

|  | Alaskacephale      |
|  |                    |
|  | Pachycephalosaurus |
|  |                    |

|  | Sphaerotholus buchholtzae |
|  |                           |
|  | Sphaerotholus goodwini    |
|  |                           |

|  | Alaskacephale      |
|  |                    |
|  | Pachycephalosaurus |
|  |                    |

|  | Sphaerotholus buchholtzae |
|  |                           |
|  | Sphaerotholus goodwini    |
|  |                           |

|  | Acrotholus audeti   |
|  |                     |
|  | Prenocephale prenes |
|  |                     |

|  | Alaskacephale      |
|  |                    |
|  | Pachycephalosaurus |
|  |                    |

|  | Sphaerotholus buchholtzae |
|  |                           |
|  | Sphaerotholus goodwini    |
|  |                           |

|  | Alaskacephale      |
|  |                    |
|  | Pachycephalosaurus |
|  |                    |

|  | Sphaerotholus buchholtzae |
|  |                           |
|  | Sphaerotholus goodwini    |
|  |                           |

|  | Acrotholus audeti   |
|  |                     |
|  | Prenocephale prenes |
|  |                     |

|  | Alaskacephale      |
|  |                    |
|  | Pachycephalosaurus |
|  |                    |

|  | Sphaerotholus buchholtzae |
|  |                           |
|  | Sphaerotholus goodwini    |
|  |                           |

|  | Alaskacephale      |
|  |                    |
|  | Pachycephalosaurus |
|  |                    |

|  | Sphaerotholus buchholtzae |
|  |                           |
|  | Sphaerotholus goodwini    |
|  |                           |

|  | Acrotholus audeti   |
|  |                     |
|  | Prenocephale prenes |
|  |                     |

|  | Alaskacephale      |
|  |                    |
|  | Pachycephalosaurus |
|  |                    |

|  | Sphaerotholus buchholtzae |
|  |                           |
|  | Sphaerotholus goodwini    |
|  |                           |

|  | Alaskacephale      |
|  |                    |
|  | Pachycephalosaurus |
|  |                    |

|  | Sphaerotholus buchholtzae |
|  |                           |
|  | Sphaerotholus goodwini    |
|  |                           |

|  | Acrotholus audeti   |
|  |                     |
|  | Prenocephale prenes |
|  |                     |

|  | Alaskacephale      |
|  |                    |
|  | Pachycephalosaurus |
|  |                    |

|  | Sphaerotholus buchholtzae |
|  |                           |
|  | Sphaerotholus goodwini    |
|  |                           |

|  | Alaskacephale      |
|  |                    |
|  | Pachycephalosaurus |
|  |                    |

|  | Sphaerotholus buchholtzae |
|  |                           |
|  | Sphaerotholus goodwini    |
|  |                           |

|  | Acrotholus audeti   |
|  |                     |
|  | Prenocephale prenes |
|  |                     |

|  | Alaskacephale      |
|  |                    |
|  | Pachycephalosaurus |
|  |                    |

|  | Sphaerotholus buchholtzae |
|  |                           |
|  | Sphaerotholus goodwini    |
|  |                           |

|  | Alaskacephale      |
|  |                    |
|  | Pachycephalosaurus |
|  |                    |

|  | Sphaerotholus buchholtzae |
|  |                           |
|  | Sphaerotholus goodwini    |
|  |                           |

|  | Acrotholus audeti   |
|  |                     |
|  | Prenocephale prenes |
|  |                     |

|  | Alaskacephale      |
|  |                    |
|  | Pachycephalosaurus |
|  |                    |

|  | Sphaerotholus buchholtzae |
|  |                           |
|  | Sphaerotholus goodwini    |
|  |                           |

|  | Alaskacephale      |
|  |                    |
|  | Pachycephalosaurus |
|  |                    |

|  | Sphaerotholus buchholtzae |
|  |                           |
|  | Sphaerotholus goodwini    |
|  |                           |

|  | Acrotholus audeti   |
|  |                     |
|  | Prenocephale prenes |
|  |                     |

|  | Alaskacephale      |
|  |                    |
|  | Pachycephalosaurus |
|  |                    |

|  | Sphaerotholus buchholtzae |
|  |                           |
|  | Sphaerotholus goodwini    |
|  |                           |

|  | Alaskacephale      |
|  |                    |
|  | Pachycephalosaurus |
|  |                    |

|  | Sphaerotholus buchholtzae |
|  |                           |
|  | Sphaerotholus goodwini    |
|  |                           |

|  | Acrotholus audeti   |
|  |                     |
|  | Prenocephale prenes |
|  |                     |

|  | Alaskacephale      |
|  |                    |
|  | Pachycephalosaurus |
|  |                    |

|  | Sphaerotholus buchholtzae |
|  |                           |
|  | Sphaerotholus goodwini    |
|  |                           |

|  | Alaskacephale      |
|  |                    |
|  | Pachycephalosaurus |
|  |                    |

|  | Sphaerotholus buchholtzae |
|  |                           |
|  | Sphaerotholus goodwini    |
|  |                           |

|  | Colepiocephale           |
|  |                          |
|  | Hanssuesia               |
|  |                          |
|  | Stegoceras novomexicanum |
|  |                          |
|  | Stegoceras validum       |
|  |                          |

|  | Acrotholus audeti   |
|  |                     |
|  | Prenocephale prenes |
|  |                     |

|  | Alaskacephale      |
|  |                    |
|  | Pachycephalosaurus |
|  |                    |

|  | Sphaerotholus buchholtzae |
|  |                           |
|  | Sphaerotholus goodwini    |
|  |                           |

|  | Alaskacephale      |
|  |                    |
|  | Pachycephalosaurus |
|  |                    |

|  | Sphaerotholus buchholtzae |
|  |                           |
|  | Sphaerotholus goodwini    |
|  |                           |

|  | Acrotholus audeti   |
|  |                     |
|  | Prenocephale prenes |
|  |                     |

|  | Alaskacephale      |
|  |                    |
|  | Pachycephalosaurus |
|  |                    |

|  | Sphaerotholus buchholtzae |
|  |                           |
|  | Sphaerotholus goodwini    |
|  |                           |

|  | Alaskacephale      |
|  |                    |
|  | Pachycephalosaurus |
|  |                    |

|  | Sphaerotholus buchholtzae |
|  |                           |
|  | Sphaerotholus goodwini    |
|  |                           |

|  | Acrotholus audeti   |
|  |                     |
|  | Prenocephale prenes |
|  |                     |

|  | Alaskacephale      |
|  |                    |
|  | Pachycephalosaurus |
|  |                    |

|  | Sphaerotholus buchholtzae |
|  |                           |
|  | Sphaerotholus goodwini    |
|  |                           |

|  | Alaskacephale      |
|  |                    |
|  | Pachycephalosaurus |
|  |                    |

|  | Sphaerotholus buchholtzae |
|  |                           |
|  | Sphaerotholus goodwini    |
|  |                           |

|  | Acrotholus audeti   |
|  |                     |
|  | Prenocephale prenes |
|  |                     |

|  | Alaskacephale      |
|  |                    |
|  | Pachycephalosaurus |
|  |                    |

|  | Sphaerotholus buchholtzae |
|  |                           |
|  | Sphaerotholus goodwini    |
|  |                           |

|  | Alaskacephale      |
|  |                    |
|  | Pachycephalosaurus |
|  |                    |

|  | Sphaerotholus buchholtzae |
|  |                           |
|  | Sphaerotholus goodwini    |
|  |                           |

|  | Acrotholus audeti   |
|  |                     |
|  | Prenocephale prenes |
|  |                     |

|  | Alaskacephale      |
|  |                    |
|  | Pachycephalosaurus |
|  |                    |

|  | Sphaerotholus buchholtzae |
|  |                           |
|  | Sphaerotholus goodwini    |
|  |                           |

|  | Alaskacephale      |
|  |                    |
|  | Pachycephalosaurus |
|  |                    |

|  | Sphaerotholus buchholtzae |
|  |                           |
|  | Sphaerotholus goodwini    |
|  |                           |

|  | Acrotholus audeti   |
|  |                     |
|  | Prenocephale prenes |
|  |                     |

|  | Alaskacephale      |
|  |                    |
|  | Pachycephalosaurus |
|  |                    |

|  | Sphaerotholus buchholtzae |
|  |                           |
|  | Sphaerotholus goodwini    |
|  |                           |

|  | Alaskacephale      |
|  |                    |
|  | Pachycephalosaurus |
|  |                    |

|  | Sphaerotholus buchholtzae |
|  |                           |
|  | Sphaerotholus goodwini    |
|  |                           |

|  | Acrotholus audeti   |
|  |                     |
|  | Prenocephale prenes |
|  |                     |

|  | Alaskacephale      |
|  |                    |
|  | Pachycephalosaurus |
|  |                    |

|  | Sphaerotholus buchholtzae |
|  |                           |
|  | Sphaerotholus goodwini    |
|  |                           |

|  | Alaskacephale      |
|  |                    |
|  | Pachycephalosaurus |
|  |                    |

|  | Sphaerotholus buchholtzae |
|  |                           |
|  | Sphaerotholus goodwini    |
|  |                           |

|  | Acrotholus audeti   |
|  |                     |
|  | Prenocephale prenes |
|  |                     |

|  | Alaskacephale      |
|  |                    |
|  | Pachycephalosaurus |
|  |                    |

|  | Sphaerotholus buchholtzae |
|  |                           |
|  | Sphaerotholus goodwini    |
|  |                           |

|  | Alaskacephale      |
|  |                    |
|  | Pachycephalosaurus |
|  |                    |

|  | Sphaerotholus buchholtzae |
|  |                           |
|  | Sphaerotholus goodwini    |
|  |                           |

|  | Acrotholus audeti   |
|  |                     |
|  | Prenocephale prenes |
|  |                     |

|  | Alaskacephale      |
|  |                    |
|  | Pachycephalosaurus |
|  |                    |

|  | Sphaerotholus buchholtzae |
|  |                           |
|  | Sphaerotholus goodwini    |
|  |                           |

|  | Alaskacephale      |
|  |                    |
|  | Pachycephalosaurus |
|  |                    |

|  | Sphaerotholus buchholtzae |
|  |                           |
|  | Sphaerotholus goodwini    |
|  |                           |

|  | Acrotholus audeti   |
|  |                     |
|  | Prenocephale prenes |
|  |                     |

|  | Alaskacephale      |
|  |                    |
|  | Pachycephalosaurus |
|  |                    |

|  | Sphaerotholus buchholtzae |
|  |                           |
|  | Sphaerotholus goodwini    |
|  |                           |

|  | Alaskacephale      |
|  |                    |
|  | Pachycephalosaurus |
|  |                    |

|  | Sphaerotholus buchholtzae |
|  |                           |
|  | Sphaerotholus goodwini    |
|  |                           |

|  | Acrotholus audeti   |
|  |                     |
|  | Prenocephale prenes |
|  |                     |

|  | Alaskacephale      |
|  |                    |
|  | Pachycephalosaurus |
|  |                    |

|  | Sphaerotholus buchholtzae |
|  |                           |
|  | Sphaerotholus goodwini    |
|  |                           |

|  | Alaskacephale      |
|  |                    |
|  | Pachycephalosaurus |
|  |                    |

|  | Sphaerotholus buchholtzae |
|  |                           |
|  | Sphaerotholus goodwini    |
|  |                           |

|  | Acrotholus audeti   |
|  |                     |
|  | Prenocephale prenes |
|  |                     |

|  | Alaskacephale      |
|  |                    |
|  | Pachycephalosaurus |
|  |                    |

|  | Sphaerotholus buchholtzae |
|  |                           |
|  | Sphaerotholus goodwini    |
|  |                           |

|  | Alaskacephale      |
|  |                    |
|  | Pachycephalosaurus |
|  |                    |

|  | Sphaerotholus buchholtzae |
|  |                           |
|  | Sphaerotholus goodwini    |
|  |                           |

|  | Acrotholus audeti   |
|  |                     |
|  | Prenocephale prenes |
|  |                     |

|  | Alaskacephale      |
|  |                    |
|  | Pachycephalosaurus |
|  |                    |

|  | Sphaerotholus buchholtzae |
|  |                           |
|  | Sphaerotholus goodwini    |
|  |                           |

|  | Alaskacephale      |
|  |                    |
|  | Pachycephalosaurus |
|  |                    |

|  | Sphaerotholus buchholtzae |
|  |                           |
|  | Sphaerotholus goodwini    |
|  |                           |

|  | Acrotholus audeti   |
|  |                     |
|  | Prenocephale prenes |
|  |                     |

|  | Alaskacephale      |
|  |                    |
|  | Pachycephalosaurus |
|  |                    |

|  | Sphaerotholus buchholtzae |
|  |                           |
|  | Sphaerotholus goodwini    |
|  |                           |

|  | Alaskacephale      |
|  |                    |
|  | Pachycephalosaurus |
|  |                    |

|  | Sphaerotholus buchholtzae |
|  |                           |
|  | Sphaerotholus goodwini    |
|  |                           |

|  | Acrotholus audeti   |
|  |                     |
|  | Prenocephale prenes |
|  |                     |

|  | Alaskacephale      |
|  |                    |
|  | Pachycephalosaurus |
|  |                    |

|  | Sphaerotholus buchholtzae |
|  |                           |
|  | Sphaerotholus goodwini    |
|  |                           |

|  | Alaskacephale      |
|  |                    |
|  | Pachycephalosaurus |
|  |                    |

|  | Sphaerotholus buchholtzae |
|  |                           |
|  | Sphaerotholus goodwini    |
|  |                           |

|  | Acrotholus audeti   |
|  |                     |
|  | Prenocephale prenes |
|  |                     |

|  | Alaskacephale      |
|  |                    |
|  | Pachycephalosaurus |
|  |                    |

|  | Sphaerotholus buchholtzae |
|  |                           |
|  | Sphaerotholus goodwini    |
|  |                           |

|  | Alaskacephale      |
|  |                    |
|  | Pachycephalosaurus |
|  |                    |

|  | Sphaerotholus buchholtzae |
|  |                           |
|  | Sphaerotholus goodwini    |
|  |                           |

|  | Acrotholus audeti   |
|  |                     |
|  | Prenocephale prenes |
|  |                     |

|  | Alaskacephale      |
|  |                    |
|  | Pachycephalosaurus |
|  |                    |

|  | Sphaerotholus buchholtzae |
|  |                           |
|  | Sphaerotholus goodwini    |
|  |                           |

|  | Alaskacephale      |
|  |                    |
|  | Pachycephalosaurus |
|  |                    |

|  | Sphaerotholus buchholtzae |
|  |                           |
|  | Sphaerotholus goodwini    |
|  |                           |

|  | Acrotholus audeti   |
|  |                     |
|  | Prenocephale prenes |
|  |                     |

|  | Alaskacephale      |
|  |                    |
|  | Pachycephalosaurus |
|  |                    |

|  | Sphaerotholus buchholtzae |
|  |                           |
|  | Sphaerotholus goodwini    |
|  |                           |

|  | Alaskacephale      |
|  |                    |
|  | Pachycephalosaurus |
|  |                    |

|  | Sphaerotholus buchholtzae |
|  |                           |
|  | Sphaerotholus goodwini    |
|  |                           |

|  | Acrotholus audeti   |
|  |                     |
|  | Prenocephale prenes |
|  |                     |

|  | Alaskacephale      |
|  |                    |
|  | Pachycephalosaurus |
|  |                    |

|  | Sphaerotholus buchholtzae |
|  |                           |
|  | Sphaerotholus goodwini    |
|  |                           |

|  | Alaskacephale      |
|  |                    |
|  | Pachycephalosaurus |
|  |                    |

|  | Sphaerotholus buchholtzae |
|  |                           |
|  | Sphaerotholus goodwini    |
|  |                           |

|  | Acrotholus audeti   |
|  |                     |
|  | Prenocephale prenes |
|  |                     |

|  | Alaskacephale      |
|  |                    |
|  | Pachycephalosaurus |
|  |                    |

|  | Sphaerotholus buchholtzae |
|  |                           |
|  | Sphaerotholus goodwini    |
|  |                           |

|  | Alaskacephale      |
|  |                    |
|  | Pachycephalosaurus |
|  |                    |

|  | Sphaerotholus buchholtzae |
|  |                           |
|  | Sphaerotholus goodwini    |
|  |                           |

|  | Acrotholus audeti   |
|  |                     |
|  | Prenocephale prenes |
|  |                     |

|  | Alaskacephale      |
|  |                    |
|  | Pachycephalosaurus |
|  |                    |

|  | Sphaerotholus buchholtzae |
|  |                           |
|  | Sphaerotholus goodwini    |
|  |                           |

|  | Alaskacephale      |
|  |                    |
|  | Pachycephalosaurus |
|  |                    |

|  | Sphaerotholus buchholtzae |
|  |                           |
|  | Sphaerotholus goodwini    |
|  |                           |

|  | Acrotholus audeti   |
|  |                     |
|  | Prenocephale prenes |
|  |                     |

|  | Alaskacephale      |
|  |                    |
|  | Pachycephalosaurus |
|  |                    |

|  | Sphaerotholus buchholtzae |
|  |                           |
|  | Sphaerotholus goodwini    |
|  |                           |

|  | Alaskacephale      |
|  |                    |
|  | Pachycephalosaurus |
|  |                    |

|  | Sphaerotholus buchholtzae |
|  |                           |
|  | Sphaerotholus goodwini    |
|  |                           |

|  | Acrotholus audeti   |
|  |                     |
|  | Prenocephale prenes |
|  |                     |

|  | Alaskacephale      |
|  |                    |
|  | Pachycephalosaurus |
|  |                    |

|  | Sphaerotholus buchholtzae |
|  |                           |
|  | Sphaerotholus goodwini    |
|  |                           |

|  | Alaskacephale      |
|  |                    |
|  | Pachycephalosaurus |
|  |                    |

|  | Sphaerotholus buchholtzae |
|  |                           |
|  | Sphaerotholus goodwini    |
|  |                           |

|  | Acrotholus audeti   |
|  |                     |
|  | Prenocephale prenes |
|  |                     |

|  | Alaskacephale      |
|  |                    |
|  | Pachycephalosaurus |
|  |                    |

|  | Sphaerotholus buchholtzae |
|  |                           |
|  | Sphaerotholus goodwini    |
|  |                           |

|  | Alaskacephale      |
|  |                    |
|  | Pachycephalosaurus |
|  |                    |

|  | Sphaerotholus buchholtzae |
|  |                           |
|  | Sphaerotholus goodwini    |
|  |                           |

|  | Acrotholus audeti   |
|  |                     |
|  | Prenocephale prenes |
|  |                     |

|  | Alaskacephale      |
|  |                    |
|  | Pachycephalosaurus |
|  |                    |

|  | Sphaerotholus buchholtzae |
|  |                           |
|  | Sphaerotholus goodwini    |
|  |                           |

|  | Alaskacephale      |
|  |                    |
|  | Pachycephalosaurus |
|  |                    |

|  | Sphaerotholus buchholtzae |
|  |                           |
|  | Sphaerotholus goodwini    |
|  |                           |

|  | Acrotholus audeti   |
|  |                     |
|  | Prenocephale prenes |
|  |                     |

|  | Alaskacephale      |
|  |                    |
|  | Pachycephalosaurus |
|  |                    |

|  | Sphaerotholus buchholtzae |
|  |                           |
|  | Sphaerotholus goodwini    |
|  |                           |

|  | Alaskacephale      |
|  |                    |
|  | Pachycephalosaurus |
|  |                    |

|  | Sphaerotholus buchholtzae |
|  |                           |
|  | Sphaerotholus goodwini    |
|  |                           |

|  | Acrotholus audeti   |
|  |                     |
|  | Prenocephale prenes |
|  |                     |

|  | Alaskacephale      |
|  |                    |
|  | Pachycephalosaurus |
|  |                    |

|  | Sphaerotholus buchholtzae |
|  |                           |
|  | Sphaerotholus goodwini    |
|  |                           |

|  | Alaskacephale      |
|  |                    |
|  | Pachycephalosaurus |
|  |                    |

|  | Sphaerotholus buchholtzae |
|  |                           |
|  | Sphaerotholus goodwini    |
|  |                           |

|  | Acrotholus audeti   |
|  |                     |
|  | Prenocephale prenes |
|  |                     |

|  | Alaskacephale      |
|  |                    |
|  | Pachycephalosaurus |
|  |                    |

|  | Sphaerotholus buchholtzae |
|  |                           |
|  | Sphaerotholus goodwini    |
|  |                           |

|  | Alaskacephale      |
|  |                    |
|  | Pachycephalosaurus |
|  |                    |

|  | Sphaerotholus buchholtzae |
|  |                           |
|  | Sphaerotholus goodwini    |
|  |                           |

|  | Acrotholus audeti   |
|  |                     |
|  | Prenocephale prenes |
|  |                     |

|  | Alaskacephale      |
|  |                    |
|  | Pachycephalosaurus |
|  |                    |

|  | Sphaerotholus buchholtzae |
|  |                           |
|  | Sphaerotholus goodwini    |
|  |                           |

|  | Alaskacephale      |
|  |                    |
|  | Pachycephalosaurus |
|  |                    |

|  | Sphaerotholus buchholtzae |
|  |                           |
|  | Sphaerotholus goodwini    |
|  |                           |

|  | Acrotholus audeti   |
|  |                     |
|  | Prenocephale prenes |
|  |                     |

|  | Alaskacephale      |
|  |                    |
|  | Pachycephalosaurus |
|  |                    |

|  | Sphaerotholus buchholtzae |
|  |                           |
|  | Sphaerotholus goodwini    |
|  |                           |

|  | Alaskacephale      |
|  |                    |
|  | Pachycephalosaurus |
|  |                    |

|  | Sphaerotholus buchholtzae |
|  |                           |
|  | Sphaerotholus goodwini    |
|  |                           |

|  | Acrotholus audeti   |
|  |                     |
|  | Prenocephale prenes |
|  |                     |

|  | Alaskacephale      |
|  |                    |
|  | Pachycephalosaurus |
|  |                    |

|  | Sphaerotholus buchholtzae |
|  |                           |
|  | Sphaerotholus goodwini    |
|  |                           |

|  | Alaskacephale      |
|  |                    |
|  | Pachycephalosaurus |
|  |                    |

|  | Sphaerotholus buchholtzae |
|  |                           |
|  | Sphaerotholus goodwini    |
|  |                           |

|  | Acrotholus audeti   |
|  |                     |
|  | Prenocephale prenes |
|  |                     |

|  | Alaskacephale      |
|  |                    |
|  | Pachycephalosaurus |
|  |                    |

|  | Sphaerotholus buchholtzae |
|  |                           |
|  | Sphaerotholus goodwini    |
|  |                           |

|  | Alaskacephale      |
|  |                    |
|  | Pachycephalosaurus |
|  |                    |

|  | Sphaerotholus buchholtzae |
|  |                           |
|  | Sphaerotholus goodwini    |
|  |                           |

|  | Acrotholus audeti   |
|  |                     |
|  | Prenocephale prenes |
|  |                     |

|  | Alaskacephale      |
|  |                    |
|  | Pachycephalosaurus |
|  |                    |

|  | Sphaerotholus buchholtzae |
|  |                           |
|  | Sphaerotholus goodwini    |
|  |                           |

|  | Alaskacephale      |
|  |                    |
|  | Pachycephalosaurus |
|  |                    |

|  | Sphaerotholus buchholtzae |
|  |                           |
|  | Sphaerotholus goodwini    |
|  |                           |

|  | Acrotholus audeti   |
|  |                     |
|  | Prenocephale prenes |
|  |                     |

|  | Alaskacephale      |
|  |                    |
|  | Pachycephalosaurus |
|  |                    |

|  | Sphaerotholus buchholtzae |
|  |                           |
|  | Sphaerotholus goodwini    |
|  |                           |

|  | Alaskacephale      |
|  |                    |
|  | Pachycephalosaurus |
|  |                    |

|  | Sphaerotholus buchholtzae |
|  |                           |
|  | Sphaerotholus goodwini    |
|  |                           |

|  | Acrotholus audeti   |
|  |                     |
|  | Prenocephale prenes |
|  |                     |

|  | Alaskacephale      |
|  |                    |
|  | Pachycephalosaurus |
|  |                    |

|  | Sphaerotholus buchholtzae |
|  |                           |
|  | Sphaerotholus goodwini    |
|  |                           |

|  | Alaskacephale      |
|  |                    |
|  | Pachycephalosaurus |
|  |                    |

|  | Sphaerotholus buchholtzae |
|  |                           |
|  | Sphaerotholus goodwini    |
|  |                           |

|  | Acrotholus audeti   |
|  |                     |
|  | Prenocephale prenes |
|  |                     |

|  | Alaskacephale      |
|  |                    |
|  | Pachycephalosaurus |
|  |                    |

|  | Sphaerotholus buchholtzae |
|  |                           |
|  | Sphaerotholus goodwini    |
|  |                           |

|  | Alaskacephale      |
|  |                    |
|  | Pachycephalosaurus |
|  |                    |

|  | Sphaerotholus buchholtzae |
|  |                           |
|  | Sphaerotholus goodwini    |
|  |                           |

|  | Acrotholus audeti   |
|  |                     |
|  | Prenocephale prenes |
|  |                     |

|  | Alaskacephale      |
|  |                    |
|  | Pachycephalosaurus |
|  |                    |

|  | Sphaerotholus buchholtzae |
|  |                           |
|  | Sphaerotholus goodwini    |
|  |                           |

|  | Alaskacephale      |
|  |                    |
|  | Pachycephalosaurus |
|  |                    |

|  | Sphaerotholus buchholtzae |
|  |                           |
|  | Sphaerotholus goodwini    |
|  |                           |

|  | Acrotholus audeti   |
|  |                     |
|  | Prenocephale prenes |
|  |                     |

|  | Alaskacephale      |
|  |                    |
|  | Pachycephalosaurus |
|  |                    |

|  | Sphaerotholus buchholtzae |
|  |                           |
|  | Sphaerotholus goodwini    |
|  |                           |

|  | Alaskacephale      |
|  |                    |
|  | Pachycephalosaurus |
|  |                    |

|  | Sphaerotholus buchholtzae |
|  |                           |
|  | Sphaerotholus goodwini    |
|  |                           |

|  | Acrotholus audeti   |
|  |                     |
|  | Prenocephale prenes |
|  |                     |

|  | Alaskacephale      |
|  |                    |
|  | Pachycephalosaurus |
|  |                    |

|  | Sphaerotholus buchholtzae |
|  |                           |
|  | Sphaerotholus goodwini    |
|  |                           |

|  | Alaskacephale      |
|  |                    |
|  | Pachycephalosaurus |
|  |                    |

|  | Sphaerotholus buchholtzae |
|  |                           |
|  | Sphaerotholus goodwini    |
|  |                           |

|  | Acrotholus audeti   |
|  |                     |
|  | Prenocephale prenes |
|  |                     |

|  | Alaskacephale      |
|  |                    |
|  | Pachycephalosaurus |
|  |                    |

|  | Sphaerotholus buchholtzae |
|  |                           |
|  | Sphaerotholus goodwini    |
|  |                           |

|  | Alaskacephale      |
|  |                    |
|  | Pachycephalosaurus |
|  |                    |

|  | Sphaerotholus buchholtzae |
|  |                           |
|  | Sphaerotholus goodwini    |
|  |                           |

|  | Acrotholus audeti   |
|  |                     |
|  | Prenocephale prenes |
|  |                     |

|  | Alaskacephale      |
|  |                    |
|  | Pachycephalosaurus |
|  |                    |

|  | Sphaerotholus buchholtzae |
|  |                           |
|  | Sphaerotholus goodwini    |
|  |                           |

|  | Alaskacephale      |
|  |                    |
|  | Pachycephalosaurus |
|  |                    |

|  | Sphaerotholus buchholtzae |
|  |                           |
|  | Sphaerotholus goodwini    |
|  |                           |

|  | Acrotholus audeti   |
|  |                     |
|  | Prenocephale prenes |
|  |                     |

|  | Alaskacephale      |
|  |                    |
|  | Pachycephalosaurus |
|  |                    |

|  | Sphaerotholus buchholtzae |
|  |                           |
|  | Sphaerotholus goodwini    |
|  |                           |

|  | Alaskacephale      |
|  |                    |
|  | Pachycephalosaurus |
|  |                    |

|  | Sphaerotholus buchholtzae |
|  |                           |
|  | Sphaerotholus goodwini    |
|  |                           |

|  | Acrotholus audeti   |
|  |                     |
|  | Prenocephale prenes |
|  |                     |

|  | Alaskacephale      |
|  |                    |
|  | Pachycephalosaurus |
|  |                    |

|  | Sphaerotholus buchholtzae |
|  |                           |
|  | Sphaerotholus goodwini    |
|  |                           |

|  | Alaskacephale      |
|  |                    |
|  | Pachycephalosaurus |
|  |                    |

|  | Sphaerotholus buchholtzae |
|  |                           |
|  | Sphaerotholus goodwini    |
|  |                           |

|  | Acrotholus audeti   |
|  |                     |
|  | Prenocephale prenes |
|  |                     |

|  | Alaskacephale      |
|  |                    |
|  | Pachycephalosaurus |
|  |                    |

|  | Sphaerotholus buchholtzae |
|  |                           |
|  | Sphaerotholus goodwini    |
|  |                           |

|  | Alaskacephale      |
|  |                    |
|  | Pachycephalosaurus |
|  |                    |

|  | Sphaerotholus buchholtzae |
|  |                           |
|  | Sphaerotholus goodwini    |
|  |                           |

|  | Acrotholus audeti   |
|  |                     |
|  | Prenocephale prenes |
|  |                     |

|  | Alaskacephale      |
|  |                    |
|  | Pachycephalosaurus |
|  |                    |

|  | Sphaerotholus buchholtzae |
|  |                           |
|  | Sphaerotholus goodwini    |
|  |                           |

|  | Alaskacephale      |
|  |                    |
|  | Pachycephalosaurus |
|  |                    |

|  | Sphaerotholus buchholtzae |
|  |                           |
|  | Sphaerotholus goodwini    |
|  |                           |

|  | Acrotholus audeti   |
|  |                     |
|  | Prenocephale prenes |
|  |                     |

|  | Alaskacephale      |
|  |                    |
|  | Pachycephalosaurus |
|  |                    |

|  | Sphaerotholus buchholtzae |
|  |                           |
|  | Sphaerotholus goodwini    |
|  |                           |

|  | Alaskacephale      |
|  |                    |
|  | Pachycephalosaurus |
|  |                    |

|  | Sphaerotholus buchholtzae |
|  |                           |
|  | Sphaerotholus goodwini    |
|  |                           |

|  | Acrotholus audeti   |
|  |                     |
|  | Prenocephale prenes |
|  |                     |

|  | Alaskacephale      |
|  |                    |
|  | Pachycephalosaurus |
|  |                    |

|  | Sphaerotholus buchholtzae |
|  |                           |
|  | Sphaerotholus goodwini    |
|  |                           |

|  | Alaskacephale      |
|  |                    |
|  | Pachycephalosaurus |
|  |                    |

|  | Sphaerotholus buchholtzae |
|  |                           |
|  | Sphaerotholus goodwini    |
|  |                           |

|  | Acrotholus audeti   |
|  |                     |
|  | Prenocephale prenes |
|  |                     |

|  | Alaskacephale      |
|  |                    |
|  | Pachycephalosaurus |
|  |                    |

|  | Sphaerotholus buchholtzae |
|  |                           |
|  | Sphaerotholus goodwini    |
|  |                           |

|  | Alaskacephale      |
|  |                    |
|  | Pachycephalosaurus |
|  |                    |

|  | Sphaerotholus buchholtzae |
|  |                           |
|  | Sphaerotholus goodwini    |
|  |                           |

|  | Acrotholus audeti   |
|  |                     |
|  | Prenocephale prenes |
|  |                     |

|  | Alaskacephale      |
|  |                    |
|  | Pachycephalosaurus |
|  |                    |

|  | Sphaerotholus buchholtzae |
|  |                           |
|  | Sphaerotholus goodwini    |
|  |                           |

|  | Alaskacephale      |
|  |                    |
|  | Pachycephalosaurus |
|  |                    |

|  | Sphaerotholus buchholtzae |
|  |                           |
|  | Sphaerotholus goodwini    |
|  |                           |

|  | Acrotholus audeti   |
|  |                     |
|  | Prenocephale prenes |
|  |                     |

|  | Alaskacephale      |
|  |                    |
|  | Pachycephalosaurus |
|  |                    |

|  | Sphaerotholus buchholtzae |
|  |                           |
|  | Sphaerotholus goodwini    |
|  |                           |

|  | Alaskacephale      |
|  |                    |
|  | Pachycephalosaurus |
|  |                    |

|  | Sphaerotholus buchholtzae |
|  |                           |
|  | Sphaerotholus goodwini    |
|  |                           |

|  | Acrotholus audeti   |
|  |                     |
|  | Prenocephale prenes |
|  |                     |

|  | Alaskacephale      |
|  |                    |
|  | Pachycephalosaurus |
|  |                    |

|  | Sphaerotholus buchholtzae |
|  |                           |
|  | Sphaerotholus goodwini    |
|  |                           |

|  | Alaskacephale      |
|  |                    |
|  | Pachycephalosaurus |
|  |                    |

|  | Sphaerotholus buchholtzae |
|  |                           |
|  | Sphaerotholus goodwini    |
|  |                           |

|  | Acrotholus audeti   |
|  |                     |
|  | Prenocephale prenes |
|  |                     |

|  | Alaskacephale      |
|  |                    |
|  | Pachycephalosaurus |
|  |                    |

|  | Sphaerotholus buchholtzae |
|  |                           |
|  | Sphaerotholus goodwini    |
|  |                           |

|  | Alaskacephale      |
|  |                    |
|  | Pachycephalosaurus |
|  |                    |

|  | Sphaerotholus buchholtzae |
|  |                           |
|  | Sphaerotholus goodwini    |
|  |                           |

|  | Acrotholus audeti   |
|  |                     |
|  | Prenocephale prenes |
|  |                     |

|  | Alaskacephale      |
|  |                    |
|  | Pachycephalosaurus |
|  |                    |

|  | Sphaerotholus buchholtzae |
|  |                           |
|  | Sphaerotholus goodwini    |
|  |                           |

|  | Alaskacephale      |
|  |                    |
|  | Pachycephalosaurus |
|  |                    |

|  | Sphaerotholus buchholtzae |
|  |                           |
|  | Sphaerotholus goodwini    |
|  |                           |

|  | Acrotholus audeti   |
|  |                     |
|  | Prenocephale prenes |
|  |                     |

|  | Alaskacephale      |
|  |                    |
|  | Pachycephalosaurus |
|  |                    |

|  | Sphaerotholus buchholtzae |
|  |                           |
|  | Sphaerotholus goodwini    |
|  |                           |

|  | Alaskacephale      |
|  |                    |
|  | Pachycephalosaurus |
|  |                    |

|  | Sphaerotholus buchholtzae |
|  |                           |
|  | Sphaerotholus goodwini    |
|  |                           |

|  | Acrotholus audeti   |
|  |                     |
|  | Prenocephale prenes |
|  |                     |

|  | Alaskacephale      |
|  |                    |
|  | Pachycephalosaurus |
|  |                    |

|  | Sphaerotholus buchholtzae |
|  |                           |
|  | Sphaerotholus goodwini    |
|  |                           |

|  | Alaskacephale      |
|  |                    |
|  | Pachycephalosaurus |
|  |                    |

|  | Sphaerotholus buchholtzae |
|  |                           |
|  | Sphaerotholus goodwini    |
|  |                           |

|  | Acrotholus audeti   |
|  |                     |
|  | Prenocephale prenes |
|  |                     |

|  | Alaskacephale      |
|  |                    |
|  | Pachycephalosaurus |
|  |                    |

|  | Sphaerotholus buchholtzae |
|  |                           |
|  | Sphaerotholus goodwini    |
|  |                           |

|  | Alaskacephale      |
|  |                    |
|  | Pachycephalosaurus |
|  |                    |

|  | Sphaerotholus buchholtzae |
|  |                           |
|  | Sphaerotholus goodwini    |
|  |                           |

|  | Acrotholus audeti   |
|  |                     |
|  | Prenocephale prenes |
|  |                     |

|  | Alaskacephale      |
|  |                    |
|  | Pachycephalosaurus |
|  |                    |

|  | Sphaerotholus buchholtzae |
|  |                           |
|  | Sphaerotholus goodwini    |
|  |                           |

|  | Alaskacephale      |
|  |                    |
|  | Pachycephalosaurus |
|  |                    |

|  | Sphaerotholus buchholtzae |
|  |                           |
|  | Sphaerotholus goodwini    |
|  |                           |

|  | Acrotholus audeti   |
|  |                     |
|  | Prenocephale prenes |
|  |                     |

|  | Alaskacephale      |
|  |                    |
|  | Pachycephalosaurus |
|  |                    |

|  | Sphaerotholus buchholtzae |
|  |                           |
|  | Sphaerotholus goodwini    |
|  |                           |

|  | Alaskacephale      |
|  |                    |
|  | Pachycephalosaurus |
|  |                    |

|  | Sphaerotholus buchholtzae |
|  |                           |
|  | Sphaerotholus goodwini    |
|  |                           |

|  | Acrotholus audeti   |
|  |                     |
|  | Prenocephale prenes |
|  |                     |

|  | Alaskacephale      |
|  |                    |
|  | Pachycephalosaurus |
|  |                    |

|  | Sphaerotholus buchholtzae |
|  |                           |
|  | Sphaerotholus goodwini    |
|  |                           |

|  | Alaskacephale      |
|  |                    |
|  | Pachycephalosaurus |
|  |                    |

|  | Sphaerotholus buchholtzae |
|  |                           |
|  | Sphaerotholus goodwini    |
|  |                           |

|  | Acrotholus audeti   |
|  |                     |
|  | Prenocephale prenes |
|  |                     |

|  | Alaskacephale      |
|  |                    |
|  | Pachycephalosaurus |
|  |                    |

|  | Sphaerotholus buchholtzae |
|  |                           |
|  | Sphaerotholus goodwini    |
|  |                           |

|  | Alaskacephale      |
|  |                    |
|  | Pachycephalosaurus |
|  |                    |

|  | Sphaerotholus buchholtzae |
|  |                           |
|  | Sphaerotholus goodwini    |
|  |                           |

|  | Acrotholus audeti   |
|  |                     |
|  | Prenocephale prenes |
|  |                     |

|  | Alaskacephale      |
|  |                    |
|  | Pachycephalosaurus |
|  |                    |

|  | Sphaerotholus buchholtzae |
|  |                           |
|  | Sphaerotholus goodwini    |
|  |                           |

|  | Alaskacephale      |
|  |                    |
|  | Pachycephalosaurus |
|  |                    |

|  | Sphaerotholus buchholtzae |
|  |                           |
|  | Sphaerotholus goodwini    |
|  |                           |

|  | Acrotholus audeti   |
|  |                     |
|  | Prenocephale prenes |
|  |                     |

|  | Alaskacephale      |
|  |                    |
|  | Pachycephalosaurus |
|  |                    |

|  | Sphaerotholus buchholtzae |
|  |                           |
|  | Sphaerotholus goodwini    |
|  |                           |

|  | Alaskacephale      |
|  |                    |
|  | Pachycephalosaurus |
|  |                    |

|  | Sphaerotholus buchholtzae |
|  |                           |
|  | Sphaerotholus goodwini    |
|  |                           |

|  | Acrotholus audeti   |
|  |                     |
|  | Prenocephale prenes |
|  |                     |

|  | Alaskacephale      |
|  |                    |
|  | Pachycephalosaurus |
|  |                    |

|  | Sphaerotholus buchholtzae |
|  |                           |
|  | Sphaerotholus goodwini    |
|  |                           |

|  | Alaskacephale      |
|  |                    |
|  | Pachycephalosaurus |
|  |                    |

|  | Sphaerotholus buchholtzae |
|  |                           |
|  | Sphaerotholus goodwini    |
|  |                           |

|  | Acrotholus audeti   |
|  |                     |
|  | Prenocephale prenes |
|  |                     |

|  | Alaskacephale      |
|  |                    |
|  | Pachycephalosaurus |
|  |                    |

|  | Sphaerotholus buchholtzae |
|  |                           |
|  | Sphaerotholus goodwini    |
|  |                           |

|  | Alaskacephale      |
|  |                    |
|  | Pachycephalosaurus |
|  |                    |

|  | Sphaerotholus buchholtzae |
|  |                           |
|  | Sphaerotholus goodwini    |
|  |                           |

|  | Colepiocephale           |
|  |                          |
|  | Hanssuesia               |
|  |                          |
|  | Stegoceras novomexicanum |
|  |                          |
|  | Stegoceras validum       |
|  |                          |

|  | Acrotholus audeti   |
|  |                     |
|  | Prenocephale prenes |
|  |                     |

|  | Alaskacephale      |
|  |                    |
|  | Pachycephalosaurus |
|  |                    |

|  | Sphaerotholus buchholtzae |
|  |                           |
|  | Sphaerotholus goodwini    |
|  |                           |

|  | Alaskacephale      |
|  |                    |
|  | Pachycephalosaurus |
|  |                    |

|  | Sphaerotholus buchholtzae |
|  |                           |
|  | Sphaerotholus goodwini    |
|  |                           |

|  | Acrotholus audeti   |
|  |                     |
|  | Prenocephale prenes |
|  |                     |

|  | Alaskacephale      |
|  |                    |
|  | Pachycephalosaurus |
|  |                    |

|  | Sphaerotholus buchholtzae |
|  |                           |
|  | Sphaerotholus goodwini    |
|  |                           |

|  | Alaskacephale      |
|  |                    |
|  | Pachycephalosaurus |
|  |                    |

|  | Sphaerotholus buchholtzae |
|  |                           |
|  | Sphaerotholus goodwini    |
|  |                           |

|  | Acrotholus audeti   |
|  |                     |
|  | Prenocephale prenes |
|  |                     |

|  | Alaskacephale      |
|  |                    |
|  | Pachycephalosaurus |
|  |                    |

|  | Sphaerotholus buchholtzae |
|  |                           |
|  | Sphaerotholus goodwini    |
|  |                           |

|  | Alaskacephale      |
|  |                    |
|  | Pachycephalosaurus |
|  |                    |

|  | Sphaerotholus buchholtzae |
|  |                           |
|  | Sphaerotholus goodwini    |
|  |                           |

|  | Acrotholus audeti   |
|  |                     |
|  | Prenocephale prenes |
|  |                     |

|  | Alaskacephale      |
|  |                    |
|  | Pachycephalosaurus |
|  |                    |

|  | Sphaerotholus buchholtzae |
|  |                           |
|  | Sphaerotholus goodwini    |
|  |                           |

|  | Alaskacephale      |
|  |                    |
|  | Pachycephalosaurus |
|  |                    |

|  | Sphaerotholus buchholtzae |
|  |                           |
|  | Sphaerotholus goodwini    |
|  |                           |

|  | Acrotholus audeti   |
|  |                     |
|  | Prenocephale prenes |
|  |                     |

|  | Alaskacephale      |
|  |                    |
|  | Pachycephalosaurus |
|  |                    |

|  | Sphaerotholus buchholtzae |
|  |                           |
|  | Sphaerotholus goodwini    |
|  |                           |

|  | Alaskacephale      |
|  |                    |
|  | Pachycephalosaurus |
|  |                    |

|  | Sphaerotholus buchholtzae |
|  |                           |
|  | Sphaerotholus goodwini    |
|  |                           |

|  | Acrotholus audeti   |
|  |                     |
|  | Prenocephale prenes |
|  |                     |

|  | Alaskacephale      |
|  |                    |
|  | Pachycephalosaurus |
|  |                    |

|  | Sphaerotholus buchholtzae |
|  |                           |
|  | Sphaerotholus goodwini    |
|  |                           |

|  | Alaskacephale      |
|  |                    |
|  | Pachycephalosaurus |
|  |                    |

|  | Sphaerotholus buchholtzae |
|  |                           |
|  | Sphaerotholus goodwini    |
|  |                           |

|  | Acrotholus audeti   |
|  |                     |
|  | Prenocephale prenes |
|  |                     |

|  | Alaskacephale      |
|  |                    |
|  | Pachycephalosaurus |
|  |                    |

|  | Sphaerotholus buchholtzae |
|  |                           |
|  | Sphaerotholus goodwini    |
|  |                           |

|  | Alaskacephale      |
|  |                    |
|  | Pachycephalosaurus |
|  |                    |

|  | Sphaerotholus buchholtzae |
|  |                           |
|  | Sphaerotholus goodwini    |
|  |                           |

|  | Acrotholus audeti   |
|  |                     |
|  | Prenocephale prenes |
|  |                     |

|  | Alaskacephale      |
|  |                    |
|  | Pachycephalosaurus |
|  |                    |

|  | Sphaerotholus buchholtzae |
|  |                           |
|  | Sphaerotholus goodwini    |
|  |                           |

|  | Alaskacephale      |
|  |                    |
|  | Pachycephalosaurus |
|  |                    |

|  | Sphaerotholus buchholtzae |
|  |                           |
|  | Sphaerotholus goodwini    |
|  |                           |

|  | Acrotholus audeti   |
|  |                     |
|  | Prenocephale prenes |
|  |                     |

|  | Alaskacephale      |
|  |                    |
|  | Pachycephalosaurus |
|  |                    |

|  | Sphaerotholus buchholtzae |
|  |                           |
|  | Sphaerotholus goodwini    |
|  |                           |

|  | Alaskacephale      |
|  |                    |
|  | Pachycephalosaurus |
|  |                    |

|  | Sphaerotholus buchholtzae |
|  |                           |
|  | Sphaerotholus goodwini    |
|  |                           |

|  | Acrotholus audeti   |
|  |                     |
|  | Prenocephale prenes |
|  |                     |

|  | Alaskacephale      |
|  |                    |
|  | Pachycephalosaurus |
|  |                    |

|  | Sphaerotholus buchholtzae |
|  |                           |
|  | Sphaerotholus goodwini    |
|  |                           |

|  | Alaskacephale      |
|  |                    |
|  | Pachycephalosaurus |
|  |                    |

|  | Sphaerotholus buchholtzae |
|  |                           |
|  | Sphaerotholus goodwini    |
|  |                           |

|  | Acrotholus audeti   |
|  |                     |
|  | Prenocephale prenes |
|  |                     |

|  | Alaskacephale      |
|  |                    |
|  | Pachycephalosaurus |
|  |                    |

|  | Sphaerotholus buchholtzae |
|  |                           |
|  | Sphaerotholus goodwini    |
|  |                           |

|  | Alaskacephale      |
|  |                    |
|  | Pachycephalosaurus |
|  |                    |

|  | Sphaerotholus buchholtzae |
|  |                           |
|  | Sphaerotholus goodwini    |
|  |                           |

|  | Acrotholus audeti   |
|  |                     |
|  | Prenocephale prenes |
|  |                     |

|  | Alaskacephale      |
|  |                    |
|  | Pachycephalosaurus |
|  |                    |

|  | Sphaerotholus buchholtzae |
|  |                           |
|  | Sphaerotholus goodwini    |
|  |                           |

|  | Alaskacephale      |
|  |                    |
|  | Pachycephalosaurus |
|  |                    |

|  | Sphaerotholus buchholtzae |
|  |                           |
|  | Sphaerotholus goodwini    |
|  |                           |

|  | Acrotholus audeti   |
|  |                     |
|  | Prenocephale prenes |
|  |                     |

|  | Alaskacephale      |
|  |                    |
|  | Pachycephalosaurus |
|  |                    |

|  | Sphaerotholus buchholtzae |
|  |                           |
|  | Sphaerotholus goodwini    |
|  |                           |

|  | Alaskacephale      |
|  |                    |
|  | Pachycephalosaurus |
|  |                    |

|  | Sphaerotholus buchholtzae |
|  |                           |
|  | Sphaerotholus goodwini    |
|  |                           |

|  | Acrotholus audeti   |
|  |                     |
|  | Prenocephale prenes |
|  |                     |

|  | Alaskacephale      |
|  |                    |
|  | Pachycephalosaurus |
|  |                    |

|  | Sphaerotholus buchholtzae |
|  |                           |
|  | Sphaerotholus goodwini    |
|  |                           |

|  | Alaskacephale      |
|  |                    |
|  | Pachycephalosaurus |
|  |                    |

|  | Sphaerotholus buchholtzae |
|  |                           |
|  | Sphaerotholus goodwini    |
|  |                           |

|  | Acrotholus audeti   |
|  |                     |
|  | Prenocephale prenes |
|  |                     |

|  | Alaskacephale      |
|  |                    |
|  | Pachycephalosaurus |
|  |                    |

|  | Sphaerotholus buchholtzae |
|  |                           |
|  | Sphaerotholus goodwini    |
|  |                           |

|  | Alaskacephale      |
|  |                    |
|  | Pachycephalosaurus |
|  |                    |

|  | Sphaerotholus buchholtzae |
|  |                           |
|  | Sphaerotholus goodwini    |
|  |                           |

|  | Acrotholus audeti   |
|  |                     |
|  | Prenocephale prenes |
|  |                     |

|  | Alaskacephale      |
|  |                    |
|  | Pachycephalosaurus |
|  |                    |

|  | Sphaerotholus buchholtzae |
|  |                           |
|  | Sphaerotholus goodwini    |
|  |                           |

|  | Alaskacephale      |
|  |                    |
|  | Pachycephalosaurus |
|  |                    |

|  | Sphaerotholus buchholtzae |
|  |                           |
|  | Sphaerotholus goodwini    |
|  |                           |

|  | Acrotholus audeti   |
|  |                     |
|  | Prenocephale prenes |
|  |                     |

|  | Alaskacephale      |
|  |                    |
|  | Pachycephalosaurus |
|  |                    |

|  | Sphaerotholus buchholtzae |
|  |                           |
|  | Sphaerotholus goodwini    |
|  |                           |

|  | Alaskacephale      |
|  |                    |
|  | Pachycephalosaurus |
|  |                    |

|  | Sphaerotholus buchholtzae |
|  |                           |
|  | Sphaerotholus goodwini    |
|  |                           |

|  | Acrotholus audeti   |
|  |                     |
|  | Prenocephale prenes |
|  |                     |

|  | Alaskacephale      |
|  |                    |
|  | Pachycephalosaurus |
|  |                    |

|  | Sphaerotholus buchholtzae |
|  |                           |
|  | Sphaerotholus goodwini    |
|  |                           |

|  | Alaskacephale      |
|  |                    |
|  | Pachycephalosaurus |
|  |                    |

|  | Sphaerotholus buchholtzae |
|  |                           |
|  | Sphaerotholus goodwini    |
|  |                           |

|  | Acrotholus audeti   |
|  |                     |
|  | Prenocephale prenes |
|  |                     |

|  | Alaskacephale      |
|  |                    |
|  | Pachycephalosaurus |
|  |                    |

|  | Sphaerotholus buchholtzae |
|  |                           |
|  | Sphaerotholus goodwini    |
|  |                           |

|  | Alaskacephale      |
|  |                    |
|  | Pachycephalosaurus |
|  |                    |

|  | Sphaerotholus buchholtzae |
|  |                           |
|  | Sphaerotholus goodwini    |
|  |                           |

|  | Acrotholus audeti   |
|  |                     |
|  | Prenocephale prenes |
|  |                     |

|  | Alaskacephale      |
|  |                    |
|  | Pachycephalosaurus |
|  |                    |

|  | Sphaerotholus buchholtzae |
|  |                           |
|  | Sphaerotholus goodwini    |
|  |                           |

|  | Alaskacephale      |
|  |                    |
|  | Pachycephalosaurus |
|  |                    |

|  | Sphaerotholus buchholtzae |
|  |                           |
|  | Sphaerotholus goodwini    |
|  |                           |

|  | Acrotholus audeti   |
|  |                     |
|  | Prenocephale prenes |
|  |                     |

|  | Alaskacephale      |
|  |                    |
|  | Pachycephalosaurus |
|  |                    |

|  | Sphaerotholus buchholtzae |
|  |                           |
|  | Sphaerotholus goodwini    |
|  |                           |

|  | Alaskacephale      |
|  |                    |
|  | Pachycephalosaurus |
|  |                    |

|  | Sphaerotholus buchholtzae |
|  |                           |
|  | Sphaerotholus goodwini    |
|  |                           |

|  | Acrotholus audeti   |
|  |                     |
|  | Prenocephale prenes |
|  |                     |

|  | Alaskacephale      |
|  |                    |
|  | Pachycephalosaurus |
|  |                    |

|  | Sphaerotholus buchholtzae |
|  |                           |
|  | Sphaerotholus goodwini    |
|  |                           |

|  | Alaskacephale      |
|  |                    |
|  | Pachycephalosaurus |
|  |                    |

|  | Sphaerotholus buchholtzae |
|  |                           |
|  | Sphaerotholus goodwini    |
|  |                           |

|  | Acrotholus audeti   |
|  |                     |
|  | Prenocephale prenes |
|  |                     |

|  | Alaskacephale      |
|  |                    |
|  | Pachycephalosaurus |
|  |                    |

|  | Sphaerotholus buchholtzae |
|  |                           |
|  | Sphaerotholus goodwini    |
|  |                           |

|  | Alaskacephale      |
|  |                    |
|  | Pachycephalosaurus |
|  |                    |

|  | Sphaerotholus buchholtzae |
|  |                           |
|  | Sphaerotholus goodwini    |
|  |                           |

|  | Acrotholus audeti   |
|  |                     |
|  | Prenocephale prenes |
|  |                     |

|  | Alaskacephale      |
|  |                    |
|  | Pachycephalosaurus |
|  |                    |

|  | Sphaerotholus buchholtzae |
|  |                           |
|  | Sphaerotholus goodwini    |
|  |                           |

|  | Alaskacephale      |
|  |                    |
|  | Pachycephalosaurus |
|  |                    |

|  | Sphaerotholus buchholtzae |
|  |                           |
|  | Sphaerotholus goodwini    |
|  |                           |

|  | Acrotholus audeti   |
|  |                     |
|  | Prenocephale prenes |
|  |                     |

|  | Alaskacephale      |
|  |                    |
|  | Pachycephalosaurus |
|  |                    |

|  | Sphaerotholus buchholtzae |
|  |                           |
|  | Sphaerotholus goodwini    |
|  |                           |

|  | Alaskacephale      |
|  |                    |
|  | Pachycephalosaurus |
|  |                    |

|  | Sphaerotholus buchholtzae |
|  |                           |
|  | Sphaerotholus goodwini    |
|  |                           |

|  | Acrotholus audeti   |
|  |                     |
|  | Prenocephale prenes |
|  |                     |

|  | Alaskacephale      |
|  |                    |
|  | Pachycephalosaurus |
|  |                    |

|  | Sphaerotholus buchholtzae |
|  |                           |
|  | Sphaerotholus goodwini    |
|  |                           |

|  | Alaskacephale      |
|  |                    |
|  | Pachycephalosaurus |
|  |                    |

|  | Sphaerotholus buchholtzae |
|  |                           |
|  | Sphaerotholus goodwini    |
|  |                           |

|  | Acrotholus audeti   |
|  |                     |
|  | Prenocephale prenes |
|  |                     |

|  | Alaskacephale      |
|  |                    |
|  | Pachycephalosaurus |
|  |                    |

|  | Sphaerotholus buchholtzae |
|  |                           |
|  | Sphaerotholus goodwini    |
|  |                           |

|  | Alaskacephale      |
|  |                    |
|  | Pachycephalosaurus |
|  |                    |

|  | Sphaerotholus buchholtzae |
|  |                           |
|  | Sphaerotholus goodwini    |
|  |                           |

|  | Acrotholus audeti   |
|  |                     |
|  | Prenocephale prenes |
|  |                     |

|  | Alaskacephale      |
|  |                    |
|  | Pachycephalosaurus |
|  |                    |

|  | Sphaerotholus buchholtzae |
|  |                           |
|  | Sphaerotholus goodwini    |
|  |                           |

|  | Alaskacephale      |
|  |                    |
|  | Pachycephalosaurus |
|  |                    |

|  | Sphaerotholus buchholtzae |
|  |                           |
|  | Sphaerotholus goodwini    |
|  |                           |

|  | Acrotholus audeti   |
|  |                     |
|  | Prenocephale prenes |
|  |                     |

|  | Alaskacephale      |
|  |                    |
|  | Pachycephalosaurus |
|  |                    |

|  | Sphaerotholus buchholtzae |
|  |                           |
|  | Sphaerotholus goodwini    |
|  |                           |

|  | Alaskacephale      |
|  |                    |
|  | Pachycephalosaurus |
|  |                    |

|  | Sphaerotholus buchholtzae |
|  |                           |
|  | Sphaerotholus goodwini    |
|  |                           |

|  | Acrotholus audeti   |
|  |                     |
|  | Prenocephale prenes |
|  |                     |

|  | Alaskacephale      |
|  |                    |
|  | Pachycephalosaurus |
|  |                    |

|  | Sphaerotholus buchholtzae |
|  |                           |
|  | Sphaerotholus goodwini    |
|  |                           |

|  | Alaskacephale      |
|  |                    |
|  | Pachycephalosaurus |
|  |                    |

|  | Sphaerotholus buchholtzae |
|  |                           |
|  | Sphaerotholus goodwini    |
|  |                           |

|  | Acrotholus audeti   |
|  |                     |
|  | Prenocephale prenes |
|  |                     |

|  | Alaskacephale      |
|  |                    |
|  | Pachycephalosaurus |
|  |                    |

|  | Sphaerotholus buchholtzae |
|  |                           |
|  | Sphaerotholus goodwini    |
|  |                           |

|  | Alaskacephale      |
|  |                    |
|  | Pachycephalosaurus |
|  |                    |

|  | Sphaerotholus buchholtzae |
|  |                           |
|  | Sphaerotholus goodwini    |
|  |                           |

|  | Acrotholus audeti   |
|  |                     |
|  | Prenocephale prenes |
|  |                     |

|  | Alaskacephale      |
|  |                    |
|  | Pachycephalosaurus |
|  |                    |

|  | Sphaerotholus buchholtzae |
|  |                           |
|  | Sphaerotholus goodwini    |
|  |                           |

|  | Alaskacephale      |
|  |                    |
|  | Pachycephalosaurus |
|  |                    |

|  | Sphaerotholus buchholtzae |
|  |                           |
|  | Sphaerotholus goodwini    |
|  |                           |

|  | Acrotholus audeti   |
|  |                     |
|  | Prenocephale prenes |
|  |                     |

|  | Alaskacephale      |
|  |                    |
|  | Pachycephalosaurus |
|  |                    |

|  | Sphaerotholus buchholtzae |
|  |                           |
|  | Sphaerotholus goodwini    |
|  |                           |

|  | Alaskacephale      |
|  |                    |
|  | Pachycephalosaurus |
|  |                    |

|  | Sphaerotholus buchholtzae |
|  |                           |
|  | Sphaerotholus goodwini    |
|  |                           |

|  | Acrotholus audeti   |
|  |                     |
|  | Prenocephale prenes |
|  |                     |

|  | Alaskacephale      |
|  |                    |
|  | Pachycephalosaurus |
|  |                    |

|  | Sphaerotholus buchholtzae |
|  |                           |
|  | Sphaerotholus goodwini    |
|  |                           |

|  | Alaskacephale      |
|  |                    |
|  | Pachycephalosaurus |
|  |                    |

|  | Sphaerotholus buchholtzae |
|  |                           |
|  | Sphaerotholus goodwini    |
|  |                           |

|  | Acrotholus audeti   |
|  |                     |
|  | Prenocephale prenes |
|  |                     |

|  | Alaskacephale      |
|  |                    |
|  | Pachycephalosaurus |
|  |                    |

|  | Sphaerotholus buchholtzae |
|  |                           |
|  | Sphaerotholus goodwini    |
|  |                           |

|  | Alaskacephale      |
|  |                    |
|  | Pachycephalosaurus |
|  |                    |

|  | Sphaerotholus buchholtzae |
|  |                           |
|  | Sphaerotholus goodwini    |
|  |                           |

|  | Acrotholus audeti   |
|  |                     |
|  | Prenocephale prenes |
|  |                     |

|  | Alaskacephale      |
|  |                    |
|  | Pachycephalosaurus |
|  |                    |

|  | Sphaerotholus buchholtzae |
|  |                           |
|  | Sphaerotholus goodwini    |
|  |                           |

|  | Alaskacephale      |
|  |                    |
|  | Pachycephalosaurus |
|  |                    |

|  | Sphaerotholus buchholtzae |
|  |                           |
|  | Sphaerotholus goodwini    |
|  |                           |

|  | Acrotholus audeti   |
|  |                     |
|  | Prenocephale prenes |
|  |                     |

|  | Alaskacephale      |
|  |                    |
|  | Pachycephalosaurus |
|  |                    |

|  | Sphaerotholus buchholtzae |
|  |                           |
|  | Sphaerotholus goodwini    |
|  |                           |

|  | Alaskacephale      |
|  |                    |
|  | Pachycephalosaurus |
|  |                    |

|  | Sphaerotholus buchholtzae |
|  |                           |
|  | Sphaerotholus goodwini    |
|  |                           |

|  | Acrotholus audeti   |
|  |                     |
|  | Prenocephale prenes |
|  |                     |

|  | Alaskacephale      |
|  |                    |
|  | Pachycephalosaurus |
|  |                    |

|  | Sphaerotholus buchholtzae |
|  |                           |
|  | Sphaerotholus goodwini    |
|  |                           |

|  | Alaskacephale      |
|  |                    |
|  | Pachycephalosaurus |
|  |                    |

|  | Sphaerotholus buchholtzae |
|  |                           |
|  | Sphaerotholus goodwini    |
|  |                           |

|  | Acrotholus audeti   |
|  |                     |
|  | Prenocephale prenes |
|  |                     |

|  | Alaskacephale      |
|  |                    |
|  | Pachycephalosaurus |
|  |                    |

|  | Sphaerotholus buchholtzae |
|  |                           |
|  | Sphaerotholus goodwini    |
|  |                           |

|  | Alaskacephale      |
|  |                    |
|  | Pachycephalosaurus |
|  |                    |

|  | Sphaerotholus buchholtzae |
|  |                           |
|  | Sphaerotholus goodwini    |
|  |                           |

|  | Acrotholus audeti   |
|  |                     |
|  | Prenocephale prenes |
|  |                     |

|  | Alaskacephale      |
|  |                    |
|  | Pachycephalosaurus |
|  |                    |

|  | Sphaerotholus buchholtzae |
|  |                           |
|  | Sphaerotholus goodwini    |
|  |                           |

|  | Alaskacephale      |
|  |                    |
|  | Pachycephalosaurus |
|  |                    |

|  | Sphaerotholus buchholtzae |
|  |                           |
|  | Sphaerotholus goodwini    |
|  |                           |

|  | Acrotholus audeti   |
|  |                     |
|  | Prenocephale prenes |
|  |                     |

|  | Alaskacephale      |
|  |                    |
|  | Pachycephalosaurus |
|  |                    |

|  | Sphaerotholus buchholtzae |
|  |                           |
|  | Sphaerotholus goodwini    |
|  |                           |

|  | Alaskacephale      |
|  |                    |
|  | Pachycephalosaurus |
|  |                    |

|  | Sphaerotholus buchholtzae |
|  |                           |
|  | Sphaerotholus goodwini    |
|  |                           |

|  | Acrotholus audeti   |
|  |                     |
|  | Prenocephale prenes |
|  |                     |

|  | Alaskacephale      |
|  |                    |
|  | Pachycephalosaurus |
|  |                    |

|  | Sphaerotholus buchholtzae |
|  |                           |
|  | Sphaerotholus goodwini    |
|  |                           |

|  | Alaskacephale      |
|  |                    |
|  | Pachycephalosaurus |
|  |                    |

|  | Sphaerotholus buchholtzae |
|  |                           |
|  | Sphaerotholus goodwini    |
|  |                           |

|  | Acrotholus audeti   |
|  |                     |
|  | Prenocephale prenes |
|  |                     |

|  | Alaskacephale      |
|  |                    |
|  | Pachycephalosaurus |
|  |                    |

|  | Sphaerotholus buchholtzae |
|  |                           |
|  | Sphaerotholus goodwini    |
|  |                           |

|  | Alaskacephale      |
|  |                    |
|  | Pachycephalosaurus |
|  |                    |

|  | Sphaerotholus buchholtzae |
|  |                           |
|  | Sphaerotholus goodwini    |
|  |                           |

|  | Acrotholus audeti   |
|  |                     |
|  | Prenocephale prenes |
|  |                     |

|  | Alaskacephale      |
|  |                    |
|  | Pachycephalosaurus |
|  |                    |

|  | Sphaerotholus buchholtzae |
|  |                           |
|  | Sphaerotholus goodwini    |
|  |                           |

|  | Alaskacephale      |
|  |                    |
|  | Pachycephalosaurus |
|  |                    |

|  | Sphaerotholus buchholtzae |
|  |                           |
|  | Sphaerotholus goodwini    |
|  |                           |

|  | Acrotholus audeti   |
|  |                     |
|  | Prenocephale prenes |
|  |                     |

|  | Alaskacephale      |
|  |                    |
|  | Pachycephalosaurus |
|  |                    |

|  | Sphaerotholus buchholtzae |
|  |                           |
|  | Sphaerotholus goodwini    |
|  |                           |

|  | Alaskacephale      |
|  |                    |
|  | Pachycephalosaurus |
|  |                    |

|  | Sphaerotholus buchholtzae |
|  |                           |
|  | Sphaerotholus goodwini    |
|  |                           |

|  | Acrotholus audeti   |
|  |                     |
|  | Prenocephale prenes |
|  |                     |

|  | Alaskacephale      |
|  |                    |
|  | Pachycephalosaurus |
|  |                    |

|  | Sphaerotholus buchholtzae |
|  |                           |
|  | Sphaerotholus goodwini    |
|  |                           |

|  | Alaskacephale      |
|  |                    |
|  | Pachycephalosaurus |
|  |                    |

|  | Sphaerotholus buchholtzae |
|  |                           |
|  | Sphaerotholus goodwini    |
|  |                           |

|  | Acrotholus audeti   |
|  |                     |
|  | Prenocephale prenes |
|  |                     |

|  | Alaskacephale      |
|  |                    |
|  | Pachycephalosaurus |
|  |                    |

|  | Sphaerotholus buchholtzae |
|  |                           |
|  | Sphaerotholus goodwini    |
|  |                           |

|  | Alaskacephale      |
|  |                    |
|  | Pachycephalosaurus |
|  |                    |

|  | Sphaerotholus buchholtzae |
|  |                           |
|  | Sphaerotholus goodwini    |
|  |                           |

|  | Acrotholus audeti   |
|  |                     |
|  | Prenocephale prenes |
|  |                     |

|  | Alaskacephale      |
|  |                    |
|  | Pachycephalosaurus |
|  |                    |

|  | Sphaerotholus buchholtzae |
|  |                           |
|  | Sphaerotholus goodwini    |
|  |                           |

|  | Alaskacephale      |
|  |                    |
|  | Pachycephalosaurus |
|  |                    |

|  | Sphaerotholus buchholtzae |
|  |                           |
|  | Sphaerotholus goodwini    |
|  |                           |

|  | Acrotholus audeti   |
|  |                     |
|  | Prenocephale prenes |
|  |                     |

|  | Alaskacephale      |
|  |                    |
|  | Pachycephalosaurus |
|  |                    |

|  | Sphaerotholus buchholtzae |
|  |                           |
|  | Sphaerotholus goodwini    |
|  |                           |

|  | Alaskacephale      |
|  |                    |
|  | Pachycephalosaurus |
|  |                    |

|  | Sphaerotholus buchholtzae |
|  |                           |
|  | Sphaerotholus goodwini    |
|  |                           |

|  | Acrotholus audeti   |
|  |                     |
|  | Prenocephale prenes |
|  |                     |

|  | Alaskacephale      |
|  |                    |
|  | Pachycephalosaurus |
|  |                    |

|  | Sphaerotholus buchholtzae |
|  |                           |
|  | Sphaerotholus goodwini    |
|  |                           |

|  | Alaskacephale      |
|  |                    |
|  | Pachycephalosaurus |
|  |                    |

|  | Sphaerotholus buchholtzae |
|  |                           |
|  | Sphaerotholus goodwini    |
|  |                           |

|  | Acrotholus audeti   |
|  |                     |
|  | Prenocephale prenes |
|  |                     |

|  | Alaskacephale      |
|  |                    |
|  | Pachycephalosaurus |
|  |                    |

|  | Sphaerotholus buchholtzae |
|  |                           |
|  | Sphaerotholus goodwini    |
|  |                           |

|  | Alaskacephale      |
|  |                    |
|  | Pachycephalosaurus |
|  |                    |

|  | Sphaerotholus buchholtzae |
|  |                           |
|  | Sphaerotholus goodwini    |
|  |                           |

|  | Acrotholus audeti   |
|  |                     |
|  | Prenocephale prenes |
|  |                     |

|  | Alaskacephale      |
|  |                    |
|  | Pachycephalosaurus |
|  |                    |

|  | Sphaerotholus buchholtzae |
|  |                           |
|  | Sphaerotholus goodwini    |
|  |                           |

|  | Alaskacephale      |
|  |                    |
|  | Pachycephalosaurus |
|  |                    |

|  | Sphaerotholus buchholtzae |
|  |                           |
|  | Sphaerotholus goodwini    |
|  |                           |

|  | Acrotholus audeti   |
|  |                     |
|  | Prenocephale prenes |
|  |                     |

|  | Alaskacephale      |
|  |                    |
|  | Pachycephalosaurus |
|  |                    |

|  | Sphaerotholus buchholtzae |
|  |                           |
|  | Sphaerotholus goodwini    |
|  |                           |

|  | Alaskacephale      |
|  |                    |
|  | Pachycephalosaurus |
|  |                    |

|  | Sphaerotholus buchholtzae |
|  |                           |
|  | Sphaerotholus goodwini    |
|  |                           |

|  | Acrotholus audeti   |
|  |                     |
|  | Prenocephale prenes |
|  |                     |

|  | Alaskacephale      |
|  |                    |
|  | Pachycephalosaurus |
|  |                    |

|  | Sphaerotholus buchholtzae |
|  |                           |
|  | Sphaerotholus goodwini    |
|  |                           |

|  | Alaskacephale      |
|  |                    |
|  | Pachycephalosaurus |
|  |                    |

|  | Sphaerotholus buchholtzae |
|  |                           |
|  | Sphaerotholus goodwini    |
|  |                           |

|  | Acrotholus audeti   |
|  |                     |
|  | Prenocephale prenes |
|  |                     |

|  | Alaskacephale      |
|  |                    |
|  | Pachycephalosaurus |
|  |                    |

|  | Sphaerotholus buchholtzae |
|  |                           |
|  | Sphaerotholus goodwini    |
|  |                           |

|  | Alaskacephale      |
|  |                    |
|  | Pachycephalosaurus |
|  |                    |

|  | Sphaerotholus buchholtzae |
|  |                           |
|  | Sphaerotholus goodwini    |
|  |                           |

|  | Acrotholus audeti   |
|  |                     |
|  | Prenocephale prenes |
|  |                     |

|  | Alaskacephale      |
|  |                    |
|  | Pachycephalosaurus |
|  |                    |

|  | Sphaerotholus buchholtzae |
|  |                           |
|  | Sphaerotholus goodwini    |
|  |                           |

|  | Alaskacephale      |
|  |                    |
|  | Pachycephalosaurus |
|  |                    |

|  | Sphaerotholus buchholtzae |
|  |                           |
|  | Sphaerotholus goodwini    |
|  |                           |

|  | Acrotholus audeti   |
|  |                     |
|  | Prenocephale prenes |
|  |                     |

|  | Alaskacephale      |
|  |                    |
|  | Pachycephalosaurus |
|  |                    |

|  | Sphaerotholus buchholtzae |
|  |                           |
|  | Sphaerotholus goodwini    |
|  |                           |

|  | Alaskacephale      |
|  |                    |
|  | Pachycephalosaurus |
|  |                    |

|  | Sphaerotholus buchholtzae |
|  |                           |
|  | Sphaerotholus goodwini    |
|  |                           |

|  | Acrotholus audeti   |
|  |                     |
|  | Prenocephale prenes |
|  |                     |

|  | Alaskacephale      |
|  |                    |
|  | Pachycephalosaurus |
|  |                    |

|  | Sphaerotholus buchholtzae |
|  |                           |
|  | Sphaerotholus goodwini    |
|  |                           |

|  | Alaskacephale      |
|  |                    |
|  | Pachycephalosaurus |
|  |                    |

|  | Sphaerotholus buchholtzae |
|  |                           |
|  | Sphaerotholus goodwini    |
|  |                           |

|  | Acrotholus audeti   |
|  |                     |
|  | Prenocephale prenes |
|  |                     |

|  | Alaskacephale      |
|  |                    |
|  | Pachycephalosaurus |
|  |                    |

|  | Sphaerotholus buchholtzae |
|  |                           |
|  | Sphaerotholus goodwini    |
|  |                           |

|  | Alaskacephale      |
|  |                    |
|  | Pachycephalosaurus |
|  |                    |

|  | Sphaerotholus buchholtzae |
|  |                           |
|  | Sphaerotholus goodwini    |
|  |                           |

|  | Acrotholus audeti   |
|  |                     |
|  | Prenocephale prenes |
|  |                     |

|  | Alaskacephale      |
|  |                    |
|  | Pachycephalosaurus |
|  |                    |

|  | Sphaerotholus buchholtzae |
|  |                           |
|  | Sphaerotholus goodwini    |
|  |                           |

|  | Alaskacephale      |
|  |                    |
|  | Pachycephalosaurus |
|  |                    |

|  | Sphaerotholus buchholtzae |
|  |                           |
|  | Sphaerotholus goodwini    |
|  |                           |

|  | Acrotholus audeti   |
|  |                     |
|  | Prenocephale prenes |
|  |                     |

|  | Alaskacephale      |
|  |                    |
|  | Pachycephalosaurus |
|  |                    |

|  | Sphaerotholus buchholtzae |
|  |                           |
|  | Sphaerotholus goodwini    |
|  |                           |

|  | Alaskacephale      |
|  |                    |
|  | Pachycephalosaurus |
|  |                    |

|  | Sphaerotholus buchholtzae |
|  |                           |
|  | Sphaerotholus goodwini    |
|  |                           |

|  | Acrotholus audeti   |
|  |                     |
|  | Prenocephale prenes |
|  |                     |

|  | Alaskacephale      |
|  |                    |
|  | Pachycephalosaurus |
|  |                    |

|  | Sphaerotholus buchholtzae |
|  |                           |
|  | Sphaerotholus goodwini    |
|  |                           |

|  | Alaskacephale      |
|  |                    |
|  | Pachycephalosaurus |
|  |                    |

|  | Sphaerotholus buchholtzae |
|  |                           |
|  | Sphaerotholus goodwini    |
|  |                           |

|  | Acrotholus audeti   |
|  |                     |
|  | Prenocephale prenes |
|  |                     |

|  | Alaskacephale      |
|  |                    |
|  | Pachycephalosaurus |
|  |                    |

|  | Sphaerotholus buchholtzae |
|  |                           |
|  | Sphaerotholus goodwini    |
|  |                           |

|  | Alaskacephale      |
|  |                    |
|  | Pachycephalosaurus |
|  |                    |

|  | Sphaerotholus buchholtzae |
|  |                           |
|  | Sphaerotholus goodwini    |
|  |                           |

|  | Acrotholus audeti   |
|  |                     |
|  | Prenocephale prenes |
|  |                     |

|  | Alaskacephale      |
|  |                    |
|  | Pachycephalosaurus |
|  |                    |

|  | Sphaerotholus buchholtzae |
|  |                           |
|  | Sphaerotholus goodwini    |
|  |                           |

|  | Alaskacephale      |
|  |                    |
|  | Pachycephalosaurus |
|  |                    |

|  | Sphaerotholus buchholtzae |
|  |                           |
|  | Sphaerotholus goodwini    |
|  |                           |

|  | Colepiocephale           |
|  |                          |
|  | Hanssuesia               |
|  |                          |
|  | Stegoceras novomexicanum |
|  |                          |
|  | Stegoceras validum       |
|  |                          |

|  | Acrotholus audeti   |
|  |                     |
|  | Prenocephale prenes |
|  |                     |

|  | Alaskacephale      |
|  |                    |
|  | Pachycephalosaurus |
|  |                    |

|  | Sphaerotholus buchholtzae |
|  |                           |
|  | Sphaerotholus goodwini    |
|  |                           |

|  | Alaskacephale      |
|  |                    |
|  | Pachycephalosaurus |
|  |                    |

|  | Sphaerotholus buchholtzae |
|  |                           |
|  | Sphaerotholus goodwini    |
|  |                           |

|  | Acrotholus audeti   |
|  |                     |
|  | Prenocephale prenes |
|  |                     |

|  | Alaskacephale      |
|  |                    |
|  | Pachycephalosaurus |
|  |                    |

|  | Sphaerotholus buchholtzae |
|  |                           |
|  | Sphaerotholus goodwini    |
|  |                           |

|  | Alaskacephale      |
|  |                    |
|  | Pachycephalosaurus |
|  |                    |

|  | Sphaerotholus buchholtzae |
|  |                           |
|  | Sphaerotholus goodwini    |
|  |                           |

|  | Acrotholus audeti   |
|  |                     |
|  | Prenocephale prenes |
|  |                     |

|  | Alaskacephale      |
|  |                    |
|  | Pachycephalosaurus |
|  |                    |

|  | Sphaerotholus buchholtzae |
|  |                           |
|  | Sphaerotholus goodwini    |
|  |                           |

|  | Alaskacephale      |
|  |                    |
|  | Pachycephalosaurus |
|  |                    |

|  | Sphaerotholus buchholtzae |
|  |                           |
|  | Sphaerotholus goodwini    |
|  |                           |

|  | Acrotholus audeti   |
|  |                     |
|  | Prenocephale prenes |
|  |                     |

|  | Alaskacephale      |
|  |                    |
|  | Pachycephalosaurus |
|  |                    |

|  | Sphaerotholus buchholtzae |
|  |                           |
|  | Sphaerotholus goodwini    |
|  |                           |

|  | Alaskacephale      |
|  |                    |
|  | Pachycephalosaurus |
|  |                    |

|  | Sphaerotholus buchholtzae |
|  |                           |
|  | Sphaerotholus goodwini    |
|  |                           |

|  | Acrotholus audeti   |
|  |                     |
|  | Prenocephale prenes |
|  |                     |

|  | Alaskacephale      |
|  |                    |
|  | Pachycephalosaurus |
|  |                    |

|  | Sphaerotholus buchholtzae |
|  |                           |
|  | Sphaerotholus goodwini    |
|  |                           |

|  | Alaskacephale      |
|  |                    |
|  | Pachycephalosaurus |
|  |                    |

|  | Sphaerotholus buchholtzae |
|  |                           |
|  | Sphaerotholus goodwini    |
|  |                           |

|  | Acrotholus audeti   |
|  |                     |
|  | Prenocephale prenes |
|  |                     |

|  | Alaskacephale      |
|  |                    |
|  | Pachycephalosaurus |
|  |                    |

|  | Sphaerotholus buchholtzae |
|  |                           |
|  | Sphaerotholus goodwini    |
|  |                           |

|  | Alaskacephale      |
|  |                    |
|  | Pachycephalosaurus |
|  |                    |

|  | Sphaerotholus buchholtzae |
|  |                           |
|  | Sphaerotholus goodwini    |
|  |                           |

|  | Acrotholus audeti   |
|  |                     |
|  | Prenocephale prenes |
|  |                     |

|  | Alaskacephale      |
|  |                    |
|  | Pachycephalosaurus |
|  |                    |

|  | Sphaerotholus buchholtzae |
|  |                           |
|  | Sphaerotholus goodwini    |
|  |                           |

|  | Alaskacephale      |
|  |                    |
|  | Pachycephalosaurus |
|  |                    |

|  | Sphaerotholus buchholtzae |
|  |                           |
|  | Sphaerotholus goodwini    |
|  |                           |

|  | Acrotholus audeti   |
|  |                     |
|  | Prenocephale prenes |
|  |                     |

|  | Alaskacephale      |
|  |                    |
|  | Pachycephalosaurus |
|  |                    |

|  | Sphaerotholus buchholtzae |
|  |                           |
|  | Sphaerotholus goodwini    |
|  |                           |

|  | Alaskacephale      |
|  |                    |
|  | Pachycephalosaurus |
|  |                    |

|  | Sphaerotholus buchholtzae |
|  |                           |
|  | Sphaerotholus goodwini    |
|  |                           |

|  | Acrotholus audeti   |
|  |                     |
|  | Prenocephale prenes |
|  |                     |

|  | Alaskacephale      |
|  |                    |
|  | Pachycephalosaurus |
|  |                    |

|  | Sphaerotholus buchholtzae |
|  |                           |
|  | Sphaerotholus goodwini    |
|  |                           |

|  | Alaskacephale      |
|  |                    |
|  | Pachycephalosaurus |
|  |                    |

|  | Sphaerotholus buchholtzae |
|  |                           |
|  | Sphaerotholus goodwini    |
|  |                           |

|  | Acrotholus audeti   |
|  |                     |
|  | Prenocephale prenes |
|  |                     |

|  | Alaskacephale      |
|  |                    |
|  | Pachycephalosaurus |
|  |                    |

|  | Sphaerotholus buchholtzae |
|  |                           |
|  | Sphaerotholus goodwini    |
|  |                           |

|  | Alaskacephale      |
|  |                    |
|  | Pachycephalosaurus |
|  |                    |

|  | Sphaerotholus buchholtzae |
|  |                           |
|  | Sphaerotholus goodwini    |
|  |                           |

|  | Acrotholus audeti   |
|  |                     |
|  | Prenocephale prenes |
|  |                     |

|  | Alaskacephale      |
|  |                    |
|  | Pachycephalosaurus |
|  |                    |

|  | Sphaerotholus buchholtzae |
|  |                           |
|  | Sphaerotholus goodwini    |
|  |                           |

|  | Alaskacephale      |
|  |                    |
|  | Pachycephalosaurus |
|  |                    |

|  | Sphaerotholus buchholtzae |
|  |                           |
|  | Sphaerotholus goodwini    |
|  |                           |

|  | Acrotholus audeti   |
|  |                     |
|  | Prenocephale prenes |
|  |                     |

|  | Alaskacephale      |
|  |                    |
|  | Pachycephalosaurus |
|  |                    |

|  | Sphaerotholus buchholtzae |
|  |                           |
|  | Sphaerotholus goodwini    |
|  |                           |

|  | Alaskacephale      |
|  |                    |
|  | Pachycephalosaurus |
|  |                    |

|  | Sphaerotholus buchholtzae |
|  |                           |
|  | Sphaerotholus goodwini    |
|  |                           |

|  | Acrotholus audeti   |
|  |                     |
|  | Prenocephale prenes |
|  |                     |

|  | Alaskacephale      |
|  |                    |
|  | Pachycephalosaurus |
|  |                    |

|  | Sphaerotholus buchholtzae |
|  |                           |
|  | Sphaerotholus goodwini    |
|  |                           |

|  | Alaskacephale      |
|  |                    |
|  | Pachycephalosaurus |
|  |                    |

|  | Sphaerotholus buchholtzae |
|  |                           |
|  | Sphaerotholus goodwini    |
|  |                           |

|  | Acrotholus audeti   |
|  |                     |
|  | Prenocephale prenes |
|  |                     |

|  | Alaskacephale      |
|  |                    |
|  | Pachycephalosaurus |
|  |                    |

|  | Sphaerotholus buchholtzae |
|  |                           |
|  | Sphaerotholus goodwini    |
|  |                           |

|  | Alaskacephale      |
|  |                    |
|  | Pachycephalosaurus |
|  |                    |

|  | Sphaerotholus buchholtzae |
|  |                           |
|  | Sphaerotholus goodwini    |
|  |                           |

|  | Acrotholus audeti   |
|  |                     |
|  | Prenocephale prenes |
|  |                     |

|  | Alaskacephale      |
|  |                    |
|  | Pachycephalosaurus |
|  |                    |

|  | Sphaerotholus buchholtzae |
|  |                           |
|  | Sphaerotholus goodwini    |
|  |                           |

|  | Alaskacephale      |
|  |                    |
|  | Pachycephalosaurus |
|  |                    |

|  | Sphaerotholus buchholtzae |
|  |                           |
|  | Sphaerotholus goodwini    |
|  |                           |

|  | Acrotholus audeti   |
|  |                     |
|  | Prenocephale prenes |
|  |                     |

|  | Alaskacephale      |
|  |                    |
|  | Pachycephalosaurus |
|  |                    |

|  | Sphaerotholus buchholtzae |
|  |                           |
|  | Sphaerotholus goodwini    |
|  |                           |

|  | Alaskacephale      |
|  |                    |
|  | Pachycephalosaurus |
|  |                    |

|  | Sphaerotholus buchholtzae |
|  |                           |
|  | Sphaerotholus goodwini    |
|  |                           |

|  | Acrotholus audeti   |
|  |                     |
|  | Prenocephale prenes |
|  |                     |

|  | Alaskacephale      |
|  |                    |
|  | Pachycephalosaurus |
|  |                    |

|  | Sphaerotholus buchholtzae |
|  |                           |
|  | Sphaerotholus goodwini    |
|  |                           |

|  | Alaskacephale      |
|  |                    |
|  | Pachycephalosaurus |
|  |                    |

|  | Sphaerotholus buchholtzae |
|  |                           |
|  | Sphaerotholus goodwini    |
|  |                           |

|  | Acrotholus audeti   |
|  |                     |
|  | Prenocephale prenes |
|  |                     |

|  | Alaskacephale      |
|  |                    |
|  | Pachycephalosaurus |
|  |                    |

|  | Sphaerotholus buchholtzae |
|  |                           |
|  | Sphaerotholus goodwini    |
|  |                           |

|  | Alaskacephale      |
|  |                    |
|  | Pachycephalosaurus |
|  |                    |

|  | Sphaerotholus buchholtzae |
|  |                           |
|  | Sphaerotholus goodwini    |
|  |                           |

|  | Acrotholus audeti   |
|  |                     |
|  | Prenocephale prenes |
|  |                     |

|  | Alaskacephale      |
|  |                    |
|  | Pachycephalosaurus |
|  |                    |

|  | Sphaerotholus buchholtzae |
|  |                           |
|  | Sphaerotholus goodwini    |
|  |                           |

|  | Alaskacephale      |
|  |                    |
|  | Pachycephalosaurus |
|  |                    |

|  | Sphaerotholus buchholtzae |
|  |                           |
|  | Sphaerotholus goodwini    |
|  |                           |

|  | Acrotholus audeti   |
|  |                     |
|  | Prenocephale prenes |
|  |                     |

|  | Alaskacephale      |
|  |                    |
|  | Pachycephalosaurus |
|  |                    |

|  | Sphaerotholus buchholtzae |
|  |                           |
|  | Sphaerotholus goodwini    |
|  |                           |

|  | Alaskacephale      |
|  |                    |
|  | Pachycephalosaurus |
|  |                    |

|  | Sphaerotholus buchholtzae |
|  |                           |
|  | Sphaerotholus goodwini    |
|  |                           |

|  | Acrotholus audeti   |
|  |                     |
|  | Prenocephale prenes |
|  |                     |

|  | Alaskacephale      |
|  |                    |
|  | Pachycephalosaurus |
|  |                    |

|  | Sphaerotholus buchholtzae |
|  |                           |
|  | Sphaerotholus goodwini    |
|  |                           |

|  | Alaskacephale      |
|  |                    |
|  | Pachycephalosaurus |
|  |                    |

|  | Sphaerotholus buchholtzae |
|  |                           |
|  | Sphaerotholus goodwini    |
|  |                           |

|  | Acrotholus audeti   |
|  |                     |
|  | Prenocephale prenes |
|  |                     |

|  | Alaskacephale      |
|  |                    |
|  | Pachycephalosaurus |
|  |                    |

|  | Sphaerotholus buchholtzae |
|  |                           |
|  | Sphaerotholus goodwini    |
|  |                           |

|  | Alaskacephale      |
|  |                    |
|  | Pachycephalosaurus |
|  |                    |

|  | Sphaerotholus buchholtzae |
|  |                           |
|  | Sphaerotholus goodwini    |
|  |                           |

|  | Acrotholus audeti   |
|  |                     |
|  | Prenocephale prenes |
|  |                     |

|  | Alaskacephale      |
|  |                    |
|  | Pachycephalosaurus |
|  |                    |

|  | Sphaerotholus buchholtzae |
|  |                           |
|  | Sphaerotholus goodwini    |
|  |                           |

|  | Alaskacephale      |
|  |                    |
|  | Pachycephalosaurus |
|  |                    |

|  | Sphaerotholus buchholtzae |
|  |                           |
|  | Sphaerotholus goodwini    |
|  |                           |

|  | Acrotholus audeti   |
|  |                     |
|  | Prenocephale prenes |
|  |                     |

|  | Alaskacephale      |
|  |                    |
|  | Pachycephalosaurus |
|  |                    |

|  | Sphaerotholus buchholtzae |
|  |                           |
|  | Sphaerotholus goodwini    |
|  |                           |

|  | Alaskacephale      |
|  |                    |
|  | Pachycephalosaurus |
|  |                    |

|  | Sphaerotholus buchholtzae |
|  |                           |
|  | Sphaerotholus goodwini    |
|  |                           |

|  | Acrotholus audeti   |
|  |                     |
|  | Prenocephale prenes |
|  |                     |

|  | Alaskacephale      |
|  |                    |
|  | Pachycephalosaurus |
|  |                    |

|  | Sphaerotholus buchholtzae |
|  |                           |
|  | Sphaerotholus goodwini    |
|  |                           |

|  | Alaskacephale      |
|  |                    |
|  | Pachycephalosaurus |
|  |                    |

|  | Sphaerotholus buchholtzae |
|  |                           |
|  | Sphaerotholus goodwini    |
|  |                           |

|  | Acrotholus audeti   |
|  |                     |
|  | Prenocephale prenes |
|  |                     |

|  | Alaskacephale      |
|  |                    |
|  | Pachycephalosaurus |
|  |                    |

|  | Sphaerotholus buchholtzae |
|  |                           |
|  | Sphaerotholus goodwini    |
|  |                           |

|  | Alaskacephale      |
|  |                    |
|  | Pachycephalosaurus |
|  |                    |

|  | Sphaerotholus buchholtzae |
|  |                           |
|  | Sphaerotholus goodwini    |
|  |                           |

|  | Acrotholus audeti   |
|  |                     |
|  | Prenocephale prenes |
|  |                     |

|  | Alaskacephale      |
|  |                    |
|  | Pachycephalosaurus |
|  |                    |

|  | Sphaerotholus buchholtzae |
|  |                           |
|  | Sphaerotholus goodwini    |
|  |                           |

|  | Alaskacephale      |
|  |                    |
|  | Pachycephalosaurus |
|  |                    |

|  | Sphaerotholus buchholtzae |
|  |                           |
|  | Sphaerotholus goodwini    |
|  |                           |

|  | Acrotholus audeti   |
|  |                     |
|  | Prenocephale prenes |
|  |                     |

|  | Alaskacephale      |
|  |                    |
|  | Pachycephalosaurus |
|  |                    |

|  | Sphaerotholus buchholtzae |
|  |                           |
|  | Sphaerotholus goodwini    |
|  |                           |

|  | Alaskacephale      |
|  |                    |
|  | Pachycephalosaurus |
|  |                    |

|  | Sphaerotholus buchholtzae |
|  |                           |
|  | Sphaerotholus goodwini    |
|  |                           |

|  | Acrotholus audeti   |
|  |                     |
|  | Prenocephale prenes |
|  |                     |

|  | Alaskacephale      |
|  |                    |
|  | Pachycephalosaurus |
|  |                    |

|  | Sphaerotholus buchholtzae |
|  |                           |
|  | Sphaerotholus goodwini    |
|  |                           |

|  | Alaskacephale      |
|  |                    |
|  | Pachycephalosaurus |
|  |                    |

|  | Sphaerotholus buchholtzae |
|  |                           |
|  | Sphaerotholus goodwini    |
|  |                           |

|  | Acrotholus audeti   |
|  |                     |
|  | Prenocephale prenes |
|  |                     |

|  | Alaskacephale      |
|  |                    |
|  | Pachycephalosaurus |
|  |                    |

|  | Sphaerotholus buchholtzae |
|  |                           |
|  | Sphaerotholus goodwini    |
|  |                           |

|  | Alaskacephale      |
|  |                    |
|  | Pachycephalosaurus |
|  |                    |

|  | Sphaerotholus buchholtzae |
|  |                           |
|  | Sphaerotholus goodwini    |
|  |                           |

|  | Acrotholus audeti   |
|  |                     |
|  | Prenocephale prenes |
|  |                     |

|  | Alaskacephale      |
|  |                    |
|  | Pachycephalosaurus |
|  |                    |

|  | Sphaerotholus buchholtzae |
|  |                           |
|  | Sphaerotholus goodwini    |
|  |                           |

|  | Alaskacephale      |
|  |                    |
|  | Pachycephalosaurus |
|  |                    |

|  | Sphaerotholus buchholtzae |
|  |                           |
|  | Sphaerotholus goodwini    |
|  |                           |

|  | Acrotholus audeti   |
|  |                     |
|  | Prenocephale prenes |
|  |                     |

|  | Alaskacephale      |
|  |                    |
|  | Pachycephalosaurus |
|  |                    |

|  | Sphaerotholus buchholtzae |
|  |                           |
|  | Sphaerotholus goodwini    |
|  |                           |

|  | Alaskacephale      |
|  |                    |
|  | Pachycephalosaurus |
|  |                    |

|  | Sphaerotholus buchholtzae |
|  |                           |
|  | Sphaerotholus goodwini    |
|  |                           |

|  | Acrotholus audeti   |
|  |                     |
|  | Prenocephale prenes |
|  |                     |

|  | Alaskacephale      |
|  |                    |
|  | Pachycephalosaurus |
|  |                    |

|  | Sphaerotholus buchholtzae |
|  |                           |
|  | Sphaerotholus goodwini    |
|  |                           |

|  | Alaskacephale      |
|  |                    |
|  | Pachycephalosaurus |
|  |                    |

|  | Sphaerotholus buchholtzae |
|  |                           |
|  | Sphaerotholus goodwini    |
|  |                           |

|  | Acrotholus audeti   |
|  |                     |
|  | Prenocephale prenes |
|  |                     |

|  | Alaskacephale      |
|  |                    |
|  | Pachycephalosaurus |
|  |                    |

|  | Sphaerotholus buchholtzae |
|  |                           |
|  | Sphaerotholus goodwini    |
|  |                           |

|  | Alaskacephale      |
|  |                    |
|  | Pachycephalosaurus |
|  |                    |

|  | Sphaerotholus buchholtzae |
|  |                           |
|  | Sphaerotholus goodwini    |
|  |                           |

|  | Acrotholus audeti   |
|  |                     |
|  | Prenocephale prenes |
|  |                     |

|  | Alaskacephale      |
|  |                    |
|  | Pachycephalosaurus |
|  |                    |

|  | Sphaerotholus buchholtzae |
|  |                           |
|  | Sphaerotholus goodwini    |
|  |                           |

|  | Alaskacephale      |
|  |                    |
|  | Pachycephalosaurus |
|  |                    |

|  | Sphaerotholus buchholtzae |
|  |                           |
|  | Sphaerotholus goodwini    |
|  |                           |

|  | Acrotholus audeti   |
|  |                     |
|  | Prenocephale prenes |
|  |                     |

|  | Alaskacephale      |
|  |                    |
|  | Pachycephalosaurus |
|  |                    |

|  | Sphaerotholus buchholtzae |
|  |                           |
|  | Sphaerotholus goodwini    |
|  |                           |

|  | Alaskacephale      |
|  |                    |
|  | Pachycephalosaurus |
|  |                    |

|  | Sphaerotholus buchholtzae |
|  |                           |
|  | Sphaerotholus goodwini    |
|  |                           |

|  | Acrotholus audeti   |
|  |                     |
|  | Prenocephale prenes |
|  |                     |

|  | Alaskacephale      |
|  |                    |
|  | Pachycephalosaurus |
|  |                    |

|  | Sphaerotholus buchholtzae |
|  |                           |
|  | Sphaerotholus goodwini    |
|  |                           |

|  | Alaskacephale      |
|  |                    |
|  | Pachycephalosaurus |
|  |                    |

|  | Sphaerotholus buchholtzae |
|  |                           |
|  | Sphaerotholus goodwini    |
|  |                           |

|  | Acrotholus audeti   |
|  |                     |
|  | Prenocephale prenes |
|  |                     |

|  | Alaskacephale      |
|  |                    |
|  | Pachycephalosaurus |
|  |                    |

|  | Sphaerotholus buchholtzae |
|  |                           |
|  | Sphaerotholus goodwini    |
|  |                           |

|  | Alaskacephale      |
|  |                    |
|  | Pachycephalosaurus |
|  |                    |

|  | Sphaerotholus buchholtzae |
|  |                           |
|  | Sphaerotholus goodwini    |
|  |                           |

|  | Acrotholus audeti   |
|  |                     |
|  | Prenocephale prenes |
|  |                     |

|  | Alaskacephale      |
|  |                    |
|  | Pachycephalosaurus |
|  |                    |

|  | Sphaerotholus buchholtzae |
|  |                           |
|  | Sphaerotholus goodwini    |
|  |                           |

|  | Alaskacephale      |
|  |                    |
|  | Pachycephalosaurus |
|  |                    |

|  | Sphaerotholus buchholtzae |
|  |                           |
|  | Sphaerotholus goodwini    |
|  |                           |

|  | Acrotholus audeti   |
|  |                     |
|  | Prenocephale prenes |
|  |                     |

|  | Alaskacephale      |
|  |                    |
|  | Pachycephalosaurus |
|  |                    |

|  | Sphaerotholus buchholtzae |
|  |                           |
|  | Sphaerotholus goodwini    |
|  |                           |

|  | Alaskacephale      |
|  |                    |
|  | Pachycephalosaurus |
|  |                    |

|  | Sphaerotholus buchholtzae |
|  |                           |
|  | Sphaerotholus goodwini    |
|  |                           |

|  | Acrotholus audeti   |
|  |                     |
|  | Prenocephale prenes |
|  |                     |

|  | Alaskacephale      |
|  |                    |
|  | Pachycephalosaurus |
|  |                    |

|  | Sphaerotholus buchholtzae |
|  |                           |
|  | Sphaerotholus goodwini    |
|  |                           |

|  | Alaskacephale      |
|  |                    |
|  | Pachycephalosaurus |
|  |                    |

|  | Sphaerotholus buchholtzae |
|  |                           |
|  | Sphaerotholus goodwini    |
|  |                           |

|  | Acrotholus audeti   |
|  |                     |
|  | Prenocephale prenes |
|  |                     |

|  | Alaskacephale      |
|  |                    |
|  | Pachycephalosaurus |
|  |                    |

|  | Sphaerotholus buchholtzae |
|  |                           |
|  | Sphaerotholus goodwini    |
|  |                           |

|  | Alaskacephale      |
|  |                    |
|  | Pachycephalosaurus |
|  |                    |

|  | Sphaerotholus buchholtzae |
|  |                           |
|  | Sphaerotholus goodwini    |
|  |                           |

|  | Acrotholus audeti   |
|  |                     |
|  | Prenocephale prenes |
|  |                     |

|  | Alaskacephale      |
|  |                    |
|  | Pachycephalosaurus |
|  |                    |

|  | Sphaerotholus buchholtzae |
|  |                           |
|  | Sphaerotholus goodwini    |
|  |                           |

|  | Alaskacephale      |
|  |                    |
|  | Pachycephalosaurus |
|  |                    |

|  | Sphaerotholus buchholtzae |
|  |                           |
|  | Sphaerotholus goodwini    |
|  |                           |

|  | Acrotholus audeti   |
|  |                     |
|  | Prenocephale prenes |
|  |                     |

|  | Alaskacephale      |
|  |                    |
|  | Pachycephalosaurus |
|  |                    |

|  | Sphaerotholus buchholtzae |
|  |                           |
|  | Sphaerotholus goodwini    |
|  |                           |

|  | Alaskacephale      |
|  |                    |
|  | Pachycephalosaurus |
|  |                    |

|  | Sphaerotholus buchholtzae |
|  |                           |
|  | Sphaerotholus goodwini    |
|  |                           |

|  | Acrotholus audeti   |
|  |                     |
|  | Prenocephale prenes |
|  |                     |

|  | Alaskacephale      |
|  |                    |
|  | Pachycephalosaurus |
|  |                    |

|  | Sphaerotholus buchholtzae |
|  |                           |
|  | Sphaerotholus goodwini    |
|  |                           |

|  | Alaskacephale      |
|  |                    |
|  | Pachycephalosaurus |
|  |                    |

|  | Sphaerotholus buchholtzae |
|  |                           |
|  | Sphaerotholus goodwini    |
|  |                           |

|  | Acrotholus audeti   |
|  |                     |
|  | Prenocephale prenes |
|  |                     |

|  | Alaskacephale      |
|  |                    |
|  | Pachycephalosaurus |
|  |                    |

|  | Sphaerotholus buchholtzae |
|  |                           |
|  | Sphaerotholus goodwini    |
|  |                           |

|  | Alaskacephale      |
|  |                    |
|  | Pachycephalosaurus |
|  |                    |

|  | Sphaerotholus buchholtzae |
|  |                           |
|  | Sphaerotholus goodwini    |
|  |                           |

|  | Acrotholus audeti   |
|  |                     |
|  | Prenocephale prenes |
|  |                     |

|  | Alaskacephale      |
|  |                    |
|  | Pachycephalosaurus |
|  |                    |

|  | Sphaerotholus buchholtzae |
|  |                           |
|  | Sphaerotholus goodwini    |
|  |                           |

|  | Alaskacephale      |
|  |                    |
|  | Pachycephalosaurus |
|  |                    |

|  | Sphaerotholus buchholtzae |
|  |                           |
|  | Sphaerotholus goodwini    |
|  |                           |

|  | Acrotholus audeti   |
|  |                     |
|  | Prenocephale prenes |
|  |                     |

|  | Alaskacephale      |
|  |                    |
|  | Pachycephalosaurus |
|  |                    |

|  | Sphaerotholus buchholtzae |
|  |                           |
|  | Sphaerotholus goodwini    |
|  |                           |

|  | Alaskacephale      |
|  |                    |
|  | Pachycephalosaurus |
|  |                    |

|  | Sphaerotholus buchholtzae |
|  |                           |
|  | Sphaerotholus goodwini    |
|  |                           |

|  | Acrotholus audeti   |
|  |                     |
|  | Prenocephale prenes |
|  |                     |

|  | Alaskacephale      |
|  |                    |
|  | Pachycephalosaurus |
|  |                    |

|  | Sphaerotholus buchholtzae |
|  |                           |
|  | Sphaerotholus goodwini    |
|  |                           |

|  | Alaskacephale      |
|  |                    |
|  | Pachycephalosaurus |
|  |                    |

|  | Sphaerotholus buchholtzae |
|  |                           |
|  | Sphaerotholus goodwini    |
|  |                           |

|  | Acrotholus audeti   |
|  |                     |
|  | Prenocephale prenes |
|  |                     |

|  | Alaskacephale      |
|  |                    |
|  | Pachycephalosaurus |
|  |                    |

|  | Sphaerotholus buchholtzae |
|  |                           |
|  | Sphaerotholus goodwini    |
|  |                           |

|  | Alaskacephale      |
|  |                    |
|  | Pachycephalosaurus |
|  |                    |

|  | Sphaerotholus buchholtzae |
|  |                           |
|  | Sphaerotholus goodwini    |
|  |                           |

|  | Acrotholus audeti   |
|  |                     |
|  | Prenocephale prenes |
|  |                     |

|  | Alaskacephale      |
|  |                    |
|  | Pachycephalosaurus |
|  |                    |

|  | Sphaerotholus buchholtzae |
|  |                           |
|  | Sphaerotholus goodwini    |
|  |                           |

|  | Alaskacephale      |
|  |                    |
|  | Pachycephalosaurus |
|  |                    |

|  | Sphaerotholus buchholtzae |
|  |                           |
|  | Sphaerotholus goodwini    |
|  |                           |

|  | Acrotholus audeti   |
|  |                     |
|  | Prenocephale prenes |
|  |                     |

|  | Alaskacephale      |
|  |                    |
|  | Pachycephalosaurus |
|  |                    |

|  | Sphaerotholus buchholtzae |
|  |                           |
|  | Sphaerotholus goodwini    |
|  |                           |

|  | Alaskacephale      |
|  |                    |
|  | Pachycephalosaurus |
|  |                    |

|  | Sphaerotholus buchholtzae |
|  |                           |
|  | Sphaerotholus goodwini    |
|  |                           |

|  | Acrotholus audeti   |
|  |                     |
|  | Prenocephale prenes |
|  |                     |

|  | Alaskacephale      |
|  |                    |
|  | Pachycephalosaurus |
|  |                    |

|  | Sphaerotholus buchholtzae |
|  |                           |
|  | Sphaerotholus goodwini    |
|  |                           |

|  | Alaskacephale      |
|  |                    |
|  | Pachycephalosaurus |
|  |                    |

|  | Sphaerotholus buchholtzae |
|  |                           |
|  | Sphaerotholus goodwini    |
|  |                           |

|  | Acrotholus audeti   |
|  |                     |
|  | Prenocephale prenes |
|  |                     |

|  | Alaskacephale      |
|  |                    |
|  | Pachycephalosaurus |
|  |                    |

|  | Sphaerotholus buchholtzae |
|  |                           |
|  | Sphaerotholus goodwini    |
|  |                           |

|  | Alaskacephale      |
|  |                    |
|  | Pachycephalosaurus |
|  |                    |

|  | Sphaerotholus buchholtzae |
|  |                           |
|  | Sphaerotholus goodwini    |
|  |                           |

|  | Acrotholus audeti   |
|  |                     |
|  | Prenocephale prenes |
|  |                     |

|  | Alaskacephale      |
|  |                    |
|  | Pachycephalosaurus |
|  |                    |

|  | Sphaerotholus buchholtzae |
|  |                           |
|  | Sphaerotholus goodwini    |
|  |                           |

|  | Alaskacephale      |
|  |                    |
|  | Pachycephalosaurus |
|  |                    |

|  | Sphaerotholus buchholtzae |
|  |                           |
|  | Sphaerotholus goodwini    |
|  |                           |

|  | Acrotholus audeti   |
|  |                     |
|  | Prenocephale prenes |
|  |                     |

|  | Alaskacephale      |
|  |                    |
|  | Pachycephalosaurus |
|  |                    |

|  | Sphaerotholus buchholtzae |
|  |                           |
|  | Sphaerotholus goodwini    |
|  |                           |

|  | Alaskacephale      |
|  |                    |
|  | Pachycephalosaurus |
|  |                    |

|  | Sphaerotholus buchholtzae |
|  |                           |
|  | Sphaerotholus goodwini    |
|  |                           |

|  | Acrotholus audeti   |
|  |                     |
|  | Prenocephale prenes |
|  |                     |

|  | Alaskacephale      |
|  |                    |
|  | Pachycephalosaurus |
|  |                    |

|  | Sphaerotholus buchholtzae |
|  |                           |
|  | Sphaerotholus goodwini    |
|  |                           |

|  | Alaskacephale      |
|  |                    |
|  | Pachycephalosaurus |
|  |                    |

|  | Sphaerotholus buchholtzae |
|  |                           |
|  | Sphaerotholus goodwini    |
|  |                           |

|  | Acrotholus audeti   |
|  |                     |
|  | Prenocephale prenes |
|  |                     |

|  | Alaskacephale      |
|  |                    |
|  | Pachycephalosaurus |
|  |                    |

|  | Sphaerotholus buchholtzae |
|  |                           |
|  | Sphaerotholus goodwini    |
|  |                           |

|  | Alaskacephale      |
|  |                    |
|  | Pachycephalosaurus |
|  |                    |

|  | Sphaerotholus buchholtzae |
|  |                           |
|  | Sphaerotholus goodwini    |
|  |                           |

|  | Acrotholus audeti   |
|  |                     |
|  | Prenocephale prenes |
|  |                     |

|  | Alaskacephale      |
|  |                    |
|  | Pachycephalosaurus |
|  |                    |

|  | Sphaerotholus buchholtzae |
|  |                           |
|  | Sphaerotholus goodwini    |
|  |                           |

|  | Alaskacephale      |
|  |                    |
|  | Pachycephalosaurus |
|  |                    |

|  | Sphaerotholus buchholtzae |
|  |                           |
|  | Sphaerotholus goodwini    |
|  |                           |

|  | Acrotholus audeti   |
|  |                     |
|  | Prenocephale prenes |
|  |                     |

|  | Alaskacephale      |
|  |                    |
|  | Pachycephalosaurus |
|  |                    |

|  | Sphaerotholus buchholtzae |
|  |                           |
|  | Sphaerotholus goodwini    |
|  |                           |

|  | Alaskacephale      |
|  |                    |
|  | Pachycephalosaurus |
|  |                    |

|  | Sphaerotholus buchholtzae |
|  |                           |
|  | Sphaerotholus goodwini    |
|  |                           |

|  | Acrotholus audeti   |
|  |                     |
|  | Prenocephale prenes |
|  |                     |

|  | Alaskacephale      |
|  |                    |
|  | Pachycephalosaurus |
|  |                    |

|  | Sphaerotholus buchholtzae |
|  |                           |
|  | Sphaerotholus goodwini    |
|  |                           |

|  | Alaskacephale      |
|  |                    |
|  | Pachycephalosaurus |
|  |                    |

|  | Sphaerotholus buchholtzae |
|  |                           |
|  | Sphaerotholus goodwini    |
|  |                           |

|  | Acrotholus audeti   |
|  |                     |
|  | Prenocephale prenes |
|  |                     |

|  | Alaskacephale      |
|  |                    |
|  | Pachycephalosaurus |
|  |                    |

|  | Sphaerotholus buchholtzae |
|  |                           |
|  | Sphaerotholus goodwini    |
|  |                           |

|  | Alaskacephale      |
|  |                    |
|  | Pachycephalosaurus |
|  |                    |

|  | Sphaerotholus buchholtzae |
|  |                           |
|  | Sphaerotholus goodwini    |
|  |                           |

|  | Acrotholus audeti   |
|  |                     |
|  | Prenocephale prenes |
|  |                     |

|  | Alaskacephale      |
|  |                    |
|  | Pachycephalosaurus |
|  |                    |

|  | Sphaerotholus buchholtzae |
|  |                           |
|  | Sphaerotholus goodwini    |
|  |                           |

|  | Alaskacephale      |
|  |                    |
|  | Pachycephalosaurus |
|  |                    |

|  | Sphaerotholus buchholtzae |
|  |                           |
|  | Sphaerotholus goodwini    |
|  |                           |

|  | Acrotholus audeti   |
|  |                     |
|  | Prenocephale prenes |
|  |                     |

|  | Alaskacephale      |
|  |                    |
|  | Pachycephalosaurus |
|  |                    |

|  | Sphaerotholus buchholtzae |
|  |                           |
|  | Sphaerotholus goodwini    |
|  |                           |

|  | Alaskacephale      |
|  |                    |
|  | Pachycephalosaurus |
|  |                    |

|  | Sphaerotholus buchholtzae |
|  |                           |
|  | Sphaerotholus goodwini    |
|  |                           |